# Ki kicsoda a magyar mezőgazdaságban? (A–H)
Az 1997-ben kiadott Ki kicsoda a magyar mezőgazdaságban? az agrár szakma jeles személyeinek életrajzát tartalmazza. 1989. január 1-jén élt személyek szerepelnek a lexikonban. A három részesre tervezett lexikonból végül csak az első kötet (A–H) jelent meg. 515 oldalon 1800 szócikket foglal magába a könyv. Az alábbi lista a kötetben szereplő szócikkek felsorolása. A könyvben található hibás adatok javítva, megjegyzéssel ellátva szerepelnek a listában, kiegészítve az azóta történt halálozásokkal.

## A, Á
- [0001] Abonyi Gyuláné, Palotás Jolán (1942) geográfus, közgazda
- [0002] Ábrahám Géza (1943) agrozoológus
- [0003] Ábrahám Lajos (1926) mezőgazdasági mérnök
- [0004] Ábrahám Tibor László (1945) gépészmérnök, mérnök-közgazda
- [0005] Ábrányi Andor (1947) biometrikus
- [0006] Ács Antal (1915) mezőgazdasági mérnök
- [0007] Ácsné Kovacsics Loréna (1948) gyógyszerész
- [0008] Aczél Attila (1942) vegyész
- [0009] Aczél Géza (1948) mezőgazdasági technikus
- [0010] Ádám Attila (1958) mezőgazdasági mérnök
- [0011] Ádám Ildikó (1939) gépészmérnök, gazdasági mérnök
- [0012] Ádám László (1927–1994) geográfus
- [0013] Ádám Tamás (1914–1994) mezőgazda, zeneszerző
- [0014] Ádámfi Tamás (1943) erdőmérnök, vadgazdálkodási szakmérnök
- [0015] Adamis Zoltán (1937–2015) biológus
- [0016] Adorján József (1923) erdőmérnök
- [0017] Ág István (1906–1993) mezőgazda
- [0018] Aigner Szilárd (1946–2016) meteorológus
- [0019] Akácz Béla (1945) mezőgazdasági mérnök, környezetvédelmi szakmérnök, politológus
- [0020] Ákoshegyi Imre (1940) állatorvos
- [0021] Albel Miklós (1952) mezőgazdasági mérnök
- [0022] Albert László (1956) gombaszakértő
- [0023] Albert Nándor (1931) agrárközgazda
- [0024] Alexay Zoltán (1937) természetfotós
- [0025] Alföldi László (1928–2015) geológus
- [0026] Álló Miklós Kálmán (1935) mezőgazdasági mérnök
- [0027] Almádi László (1936) mezőgazdasági mérnök, botanikus
- [0028] Almási István (1927) mezőgazdasági újságíró
- [0029] Almássy Gyula (1921) kémikus
- [0030] Almássy Károly (1913–1998) tanító, mezőgazdasági mérnök, halászati szakmérnök
- [0031] Almássy Károly (1922) állatorvos
- [0032] Álmos Árpád (1941) villamosmérnök
- [0033] Alpár György (1945) mezőgazdasági mérnök, szarvasmarha-tenyésztési szakmérnök
- [0034] Alpár Tibor (1940–2014) faipari mérnök
- [0035] Alpári Ágnes (1945) vegyészmérnök, élelmiszerminősítő szakmérnök
- [0036] Alvincz József (1951) agrárközgazda
- [0037] Ambrózy Pál (1933–2013) meteorológus
- [0038] Ambrus András (1957) erdőmérnök
- [0039] Ambrus Árpád (1944) vegyészmérnök
- [0040] Ambrus László (1945) mezőgazdasági mérnök, növényvédelmi szakmérnök
- [0041] Ambrus Vilmos (1939) gépészmérnök, élelmiszer ipari szakmérnök
- [0042] Anda Angéla (1954) mezőgazdasági mérnök, meteorológus
- [0043] Anda István (1943–2000) erdőmérnök, ipari mérnök-közgazda
- [0044] Anderkó János (1929) agrárközgazda
- [0045] Andó Pál (1924–1995) állatorvos
- [0046] Andor Domokos (1937) mezőgazdasági gépészmérnök
- [0047] Andor József (1930–2011) erdőmérnök
- [0048] Andrásevits Zoltán (1951) erdőmérnök
- [0049] Andrási István (1935) mezőgazdasági mérnök, üzemgazdasági szakmérnök
- [0050] Andrássy Adél (1945–2018) matematikus, közgazda
- [0051] Andrássy István (1927–2012) biológus
- [0052] Andrési Pál (1959) erdőmérnök, természetvédelmi szakmérnök
- [0053] Andrésiné Ambrus Ildikó (1961) erdőmérnök-tanár
- [0054] Andrik Pál (1936) állatorvos
- [0055] Andrikovics Sándor (1947–2008) hidrobiológus
- [0056] Angeli András (1948) mezőgazdasági mérnök, vízgazdálkodási szakmérnök
- [0057] Angeli József (1935) kertész, üzemmérnök
- [0058] Angyal István (1916–?) méhész
- [0059] Angyal Pál (1942) állattenyésztő
- [0060] Ángyán Ferenc (1932) kertészmérnök
- [0061] Ángyán Ferenc (1935) mezőgazdasági mérnök
- [0062] Ángyán József (1952) mezőgazdasági mérnök, kutató szakmérnök
- [0063] Anka István (1932–2013) mezőgazdasági szakmérnök
- [0064] Annus Sándor (1930) vegyészmérnök
- [0065] Antal Attila (1958) szőlőtermesztő, borkereskedő
- [0066] Antal Emánuel (1931) meteorológus
- [0067] Antal Géza (1922) gépészmérnök
- [0068] Antal József (1919–2014) mezőgazdasági mérnök
- [0069] Antal László (1928) tartósítóipari üzemmérnök
- [0070] Antal Sándor (1928–1991) szabó, galambtenyésztő
- [0071] Antalffy Antal (1921–1989) haltenyésztő
- [0072] Antalffy Istvánné, Balogh Magdolna (1936) borkereskedő
- [0073] Anton Attila Zoltán (1959–2014) biológus
- [0074] Antonyi Ferenc (1950) gépész, üzemmérnök, beruházási szakmérnök
- [0075] Antos Gábor (1948) mezőgazdasági gépészmérnök, gépjármű szakmérnök
- [0076] Apagyi Géza (1947–2006) építőmérnök, geodéziai automatizálási szakmérnök
- [0077] Apáti György (1947) kertész üzemmérnök
- [0078] Apáti Nagy Gábor (1940) mezőgazdasági mérnök
- [0079] Apatóczky István (1948) erdésztechnikus
- [0080] Apjok Ferenc (1934) mezőgazdasági mérnök
- [0081] Apjok Ferencné, Illés Gyöngyvér (1936) kertészmérnök, növényvédelmi szakmérnök, könyvszerkesztő
- [0082] Apjok József (1939) kémikus
- [0083] Aponyiné Garamvölgyi Ilona (1948) növényvédelmi üzemmérnök, mezőgazdasági mérnök
- [0084] Apostol János (1941) kertészmérnök, genetikai szakmérnök, gyümölcsnemesítő
- [0085] Áprily Róbert (1944) erdőmérnök
- [0086] Apró Pál (1949) mezőgazdasági mérnök, vállalatgazdálkodási szakmérnök, vállalkozó
- [0087] Aradi Csaba (1944) etológus
- [0088] Arany József (1953) szervező vegyész üzemmérnök
- [0089] Arany Piroska (1942) mezőgazdasági mérnök, mérnök-tanár
- [0090] Arany Sándorné, Füzesséry Katalin (1940) vegyész
- [0091] Argényi Szabolcs (1943) állatorvos
- [0092] Árpás István (1928) sütő- és édesipari technikus
- [0093] Árva László (1949) közgazda
- [0094] Árva Pál (1948) kertészmérnök, piacszervező szakmérnök
- [0095] Árvai László (1932) mezőgazdasági mérnök
- [0096] Árvay János (1924–1996) közgazda, statisztikus
- [0097] Asbóth Bence (1949) vegyész
- [0098] Asbóthné Thorma Judit (1930–2013) gépészmérnök
- [0099] Ásvány Ákos (1923–1994) vegyészmérnök, borászati szakmérnök
- [0100] Asztalos Antal (1942) mezőgazdasági mérnök
- [0101] Asztalos István (1927) geográfus
- [0102] Asztalos Károly (1937) mezőgazdasági mérnök
- [0103] Auguszta Gábor (1934) mezőgazdasági mérnök
- [0104] Auguszta Gáborné Gálik Márta (1935) mezőgazdasági mérnök
- [0105] Avas Árpád (1955) állatorvos
- [0106] Ay János (1934) statisztikus, közgazda

## B
- [0107] Babinszky László (1950) mezőgazdasági mérnök
- [0108] Babinszky Mihály (1924–1992) mezőgazdasági mérnök
- [0109] Babó Tivadar (1941) kertészmérnök
- [0110] Babos Imre László (1923–1993) állatorvos
- [0111] Babos Károly (1938–2005) növényanatómus
- [0112] Babós Lajos (1945) földmérőmérnök, fölmérő szakmérnök
- [0113] Babos Lórántné, Greskovits Margit (1931) muzeológus, mikrológus
- [0114] Baboss Csaba (1936) matematika-ábrázoló geometria szakos középiskolai tanár
- [0115] Bach István (1950) erdőmérnök, erdészeti növényvédelmi szakmérnök
- [0116] Bacsa Imre Miklós (1934) mezőgazdasági mérnök
- [0117] Bácsatyai László (1942) földmérőmérnök
- [0118] Bacsó Albert (1922) mezőgazdasági mérnök
- [0119] Bagaméry Bertalan (1937) gépészmérnök
- [0120] Bagi György (1941) biológus, biokémikus
- [0121] Bagi János (1924) állatorvos
- [0122] Bagi József (1925–2007) mezőgazdasági mérnök
- [0123] Bagi Károly (1940) mezőgazdasági mérnök
- [0124] Baglyas Ferenc (1964) kertészmérnök
- [0125] Bagó Bálint (1924) mezőgazdasági mérnök
- [0126] Bagoly István (1953) mezőgazdasági mérnök
- [0127] Bagoly László (1948) kertészmérnök
- [0128] Bagossy László (1951) élelmiszeri üzemmérnök, szakhigiénikus
- [0129] Báics Ernő (1943) mezőgazdasági mérnök, növényvédelmi szakmérnök
- [0130] Baintner Ferenc (1942) mezőgazdasági mérnök
- [0131] Baintner Károly (1905–1989) mezőgazdasági mérnök, állatorvos
- [0132] Baintner Károly (1938) állatorvos
- [0133] Baisánszki Erika (1961) élelmiszeripari üzemmérnök
- [0134] Bajai Jenő (1914–1996) mezőgazdasági mérnök
- [0135] Bajcsy László (1938) mezőgazdasági mérnök
- [0136] Baji Béla (1955–2024) kertészmérnök
- [0137] Baji Béláné, Pozsár Ilona (1920–?) biokertész
- [0138] Bajkán Barnabás (1940) mezőgazdasági mérnök, mérnök-tanár
- [0139] Bajmócy Endre (1948) állatorvos
- [0140] Bajnógel Ferenc (1924) közgazda, vegyész
- [0141] Bajnok István (1929) biológia-fizika szakos középiskolai tanár, környezetvédelmi szakmérnök
- [0142] Bajomi Dániel (1946) mérnök-biológus
- [0143] Bajsz István (1935–2016) mezőgazdasági gépészmérnök
- [0144] Bajtay Ilona (1943–1992) kertészmérnök, genetikus
- [0145] Bajzák Tibor (1946) kertészmérnök
- [0146] Bak Antal (1933) földmérőmérnök, térképész
- [0147] Bak Bertalan (1927) üzemmérnök, borász
- [0148] Bak János (1948) mezőgazdasági gépészmérnök
- [0149] Bak József (1925–2001) jogász
- [0150] Bakács Tibor (1928) jogász
- [0151] Bakacsi Ernő (1938) kertészmérnök
- [0152] Bakacsi László (1941) kertészmérnök, műszaki fejlesztési szakmérnök
- [0153] Bakay Árpádné, Pákozdy Zsuzsa (1932) kertészmérnök, lapszerkesztő
- [0154] Bakcsa Flórián (1957) mezőgazdasági mérnök
- [0155] Bakody Gyula (1933) állatorvos
- [0156] Bakonyi Ferencné, Vlasich Ilona (1936) könyvtáros, bibliográfus
- [0157] Bakonyi Gábor (1949) mezőgazdasági mérnök
- [0158] Bakonyi Imre (1923) erdész
- [0159] Bakonyi József (1918–1991) kertészmérnök
- [0160] Bakonyi József (1967) mezőgazdasági mérnök
- [0161] Bakonyi Károly (1921–2010) kertészmérnök, szőlőnemesítő
- [0162] Bakonyi László (1953) kertészmérnök
- [0163] Bakos János (1930) mezőgazdasági mérnök, halgenetikus
- [0164] Baksa László (1924) kertészmérnök
- [0165] Baksayné Marton Erzsébet (1957) állatorvos
- [0166] Bakti Baktus Elemér (1932) táj- és kertépítészmérnök
- [0167] Balassa Iván (1917–2002) etnográfus
- [0168] Balassa M Iván (1943) etnográfus
- [0169] Balássy Zoltán (1931–2016) gépészmérnök
- [0170] Balatinácz István (1950) sertéstenyésztő
- [0171] Balaton Jenő (1938) gépészmérnök
- [0172] Balatoni Mihály (1918–1993) mezőgazdasági mérnök
- [0173] Balázs András (1929–2000) biológus
- [0174] Balázs Andrea (1960) gyógyszerész, gyógynövény-szakértő
- [0175] Balázs Árpád (1941) mezőgazdasági gépész üzemmérnök
- [0176] Balázs Ervin (1948) kertészmérnök, növényvirológus
- [0177] Balázs Ferenc (1913–2012) biológus
- [0178] Balázs György (1951) muzeológus
- [0179] Balázs István (1935) erdőmérnök, vadgazdálkodási szakmérnök
- [0180] Balázs János (1953) mérnök-üzemgazda
- [0181] Balázs Julianna (1944) mezőgazdasági mérnök
- [0182] Balázs Klára (1940) kertészmérnök, növényvédelmi szakmérnök
- [0183] Balázs László (1921–2009) földmérőmérnök
- [0184] Balázs Sándor (1925–2016) kertészmérnök
- [0185] Balázsy Sándor (1949) mikrobiológus
- [0186] Balika Sándor (1935) mezőgazdasági mérnök, állattenyésztő
- [0187] Balikó Sándor (1949) mezőgazdasági mérnök, genetikus szakmérnök
- [0188] Bálint Andor (1920–2006) biológus
- [0189] Bálint Béla (1931–2002) mezőgazdasági mérnök
- [0190] Bálint György (1919–2020) kertészmérnök, mezőgazdasági mérnök, újságíró
- [0191] Bálint János (1946) kertészmérnök
- [0192] Bálint József (1951) biológia-kémia szakos középiskolai tanár
- [0193] Bálint Katalin, Cservenák Katalin (1950) újságíró
- [0194] Bálint Klára, E. (1933) élelmiszeripari technológiai szakmérnök
- [0195] Bálint Lajosné, Békés Zsuzsanna (1944) élelmiszeripari üzemmérnök
- [0196] Bálint Sándor (1924) mezőgazdasági mérnök
- [0197] Balla Alajosné, Kornis Hedvig (1924) mezőgazdasági mérnök
- [0198] Balla András (1919–?) kertész
- [0199] Balla Ferenc (1907–1994) vegyészmérnök
- [0200] Balla Gábor Tamás (1943) népművelő
- [0201] Balla János (1930) hadmérnök
- [0202] Balla László (1933–2014) mezőgazdasági mérnök, növénynemesítő szakmérnök
- [0203] Ballay Attila (1938) mezőgazdasági mérnök
- [0204] Ballay Attiláné, Junger Mária (1940) mezőgazdasági mérnök, mérnök-tanár
- [0205] Balló Béla (1941–2008) mezőgazdasági gépészmérnök
- [0206] Ballók Bálint (1956) halászati ágazatvezető
- [0207] Bálo Borbála (1957) kertészmérnök
- [0208] Bálo Endre (1930–1990) mezőgazdasági mérnök
- [0209] Baló Zoltán (1923) építőmérnök
- [0210] Balog Péter Pál (1946) vegyipari gépészmérnök, cukoripari szakmérnök
- [0211] Balogh Ádám (1943) agrárközgazda
- [0212] Balogh Andrea (1955–1997) mezőgazdasági mérnök, újságíró
- [0213] Balogh Árpád (1943) biológus
- [0214] Balogh Bálint (1924) borász
- [0215] Balogh Béla (1924) erdőmérnök, mérnök-közgazda
- [0216] Balogh György (1940–2009) mezőgazdasági mérnök, növényvédelmi szakmérnök
- [0217] Balogh István (1912–2007) néprajzkutató, történész, levéltáros
- [0218] Balogh István (1937) kertészmérnök, mérnök-tanár, növényvédelmi szakmérnök
- [0219] Balogh István (1942) kertészmérnök
- [0220] Balogh István (1943) kertészmérnök, növényvédelmi szakmérnök
- [0221] Balogh István (1947) mezőgazdasági mérnök
- [0222] Balogh István (1953) vegyészmérnök, biotechnológus
- [0223] Balogh István (1963) tartósítóipari mérnök
- [0224] Balogh János (1913–2002) biológus, zoológus, ökológus
- [0225] Balogh János (1917–?) mezőgazda
- [0226] Balogh József (1938) mezőgazdasági mérnök, halászati szakmérnök
- [0227] Balogh Károly (1929) állatorvos
- [0228] Balogh Lajos (1948) mezőgazdasági mérnök
- [0229] Balogh Márton Béla (1946) botanikus, ökológus
- [0230] Balogh Sándor (1932–2024) kertészmérnök
- [0231] Balogh Sándor (1945) kertészmérnök, növényvédelmi, környezetvédelmi és talajerő-gazdálkodási szakmérnök
- [0232] Baloghné Nyakas Antónia (1944) biológus
- [0233] Baloghné Ormos Ilona (1942–2019) kertészmérnök
- [0234] Balsay Antal (1945–2011) erdőmérnök, tájrendező és környezetvédelmi szakmérnök
- [0235] Balsay Endre (1937) erdőmérnök
- [0236] Baltay Mihály (1942) mezőgazdasági mérnök
- [0237] Bán Gábor Sándor (1953) erdész
- [0238] Bán István (1942) erdőmérnök, alkalmazott matematikus
- [0239] Bán Zoltánné, Búváry Éva (1948) nyelvtanár, külkereskedelmi üzemgazda
- [0240] Bánáti Diána (1967) élelmiszeripari mérnök
- [0241] Bánáti Henrik (1941) állatorvos
- [0242] Bánki Horváth János (1922–1991) pedagógus
- [0243] Banda István (1943) állatorvos, húsipari szakmérnök
- [0244] Bándi Gyula (1955) jogász
- [0245] Bandula László (1927) közgazda
- [0246] Bánfalvi Zsófia (1954) biológus
- [0247] Bánházi Gyula (1927–1989) gépészmérnök
- [0248] Bánházi János (1931–2007) gépészmérnök
- [0249] Bánk Gábor (1946) mezőgazdasági mérnök, vállalatgazdálkodási szakmérnök
- [0250] Bank László (1953) ornitológus
- [0251] Bánki László (1915–1991) rovartoxikológus
- [0252] Bankovics Attila (1944) zoológus
- [0253] Bánkuti Béla (1932) mezőgazdasági mérnök
- [0254] Bánó István (1917–1995) erdőmérnök
- [0255] Bánó László (1944) erdőmérnök
- [0256] Bánóczky Béla (1946) mezőgazdasági gépészmérnök, mérnök-tanár
- [0257] Bánszki Tamás (1935) mezőgazdasági mérnök, mérnök-tanár
- [0258] Bánszky György (1932) földmérőmérnök
- [0259] Bányai András (1932) gépészmérnök
- [0260] Bányai Zsolt (1936) gépészmérnök
- [0261] Bányainé Sándor Julianna (1923–2013) statisztikus, biometrikus
- [0262] Barabás József (1946) mezőgazdasági üzemmérnök, szaktanár
- [0263] Barabás László (1943) vízügyi technikus
- [0264] Barabás Pál (1929) gépészmérnök, folyamszabályozási szakmérnök
- [0265] Barabás Zoltán (1926–1993) mezőgazdasági mérnök
- [0266] Barabássy Sándor (1949) vegyészmérnök
- [0267] Barabits Elemér (1921–2003) erdőmérnök, díszfaiskolás
- [0268] Baracs József (1918–2009) mezőgazdasági mérnök
- [0269] Baracs József (1947) állatorvos
- [0270] Baracskay Lajos (1948) élelmiszeripari üzemmérnök, tanár
- [0271] Barada Lajos (1925) mezőgazdasági mérnök, szaktanár
- [0272] Barancsi Zoltán (1930) mezőgazdasági gépészmérnök, mérnök-tanár
- [0273] Baranyi Béla (1958) állatorvos
- [0274] Baranyi József (1919–?) mezőgazdasági mérnök, kertész
- [0275] Baranyi József (1929) mezőgazdasági mérnök, melegégövi szakmérnök
- [0276] Barányi László (1931–2008) erdőmérnök
- [0277] Barát József (1934–2019) meteorológus
- [0278] Baráth Csabáné, Graef Erzsébet (1942) kertészmérnök
- [0279] Baráth József (1964) élelmiszeripari vegyészmérnök
- [0280] Barathy István (1943) mezőgazdasági mérnök
- [0281] Barátossy Gábor (1946) erdőmérnök
- [0282] Barcsák Zoltán (1932–2008) mezőgazdasági mérnök, mérnök-tanár
- [0283] Barczikay Gábor (1937) kertészmérnök, növényvédelmi szakmérnök
- [0284] Bardóczyné Székely Emőke (1952) vízépítő mérnök, környezetvédelmi szakmérnök
- [0285] Bárdos László (1934) gépészmérnök
- [0286] Bárdos László (1949) állatorvos, mérnök-tanár, mezőgazdasági biotechnikus
- [0287] Bárdos Zoltán (1961) állatorvos
- [0288] Barkóczy Gellért (1931–2013) gazdálkodó
- [0289] Barla Szabó Gábor (1949) mezőgazdasági mérnök
- [0290] Barna Balázs (1948) kémikus
- [0291] Barna József (1925) biológus
- [0292] Barna László (1952) mezőgazdasági vállalkozó
- [0293] Barna Róbert (1957) állatorvos
- [0294] Barnabás Beáta (1948) biológus
- [0295] Barnáné Bacsa Magdolna (1958) mezőgazdasági mérnök, mezőgazdasági genetikus szakmérnök
- [0296] Barnóczki Attila (1947) kertészmérnök, genetikus szakmérnök
- [0297] Barócsai György (1930) állatorvos
- [0298] Barócsi Dezső (1941) kertészmérnök
- [0299] Barótfi István (1943) gépészmérnök, méréstechnikai szakmérnök
- [0300] Barta József (1947) mezőgazdasági gépészmérnök
- [0301] Barta László (1944) élelmiszeripari üzemmérnök
- [0302] Bartalis Imre (1931) állatorvos
- [0303] Bártfai Sándor (1954) szakoktató
- [0304] Bárth János (1944) néprajzkutató, agrártörténész
- [0305] Bartha Adorján (1923–1996) állatorvos, virológus
- [0306] Bartha Attiláné, Gelencsér Valéria (1944) mezőgazdasági mérnök
- [0307] Bartha Dénes (1956) erdőmérnök, erdészeti növényvédelmi szakmérnök
- [0308] Bartha István (1919–2009) hidrológus
- [0309] Bartha László (1919–2003) állatorvos
- [0310] Bartha Tibor (1961) állatorvos
- [0311] Barthos Tibor (1913–?) erdőmérnök
- [0312] Bartók Tibor (1960) biológus
- [0313] Bartolák Zoltán (1952) öntözéses-meliorációs üzemmérnök, üzemszervező mezőgazdasági mérnök
- [0314] Bartos Attila István (1938–2000) mezőgazdasági mérnök, matematika-ábrázoló geometria tanár
- [0315] Bartos Ferenc (1945) mérnök
- [0316] Bartos Lajos (1924) mezőgazdasági mérnök
- [0317] Bartos Zoltán (1946) állatorvos
- [0318] Bartosiewicz László (1954) mezőgazdasági mérnök, archaeozoológus
- [0319] Bartucz Ferenc (1932–2004) erdőmérnök
- [0320] Bartucz Péter (1954) erdőmérnök
- [0321] Bartusek László (1955) virágkereskedő
- [0322] Baska Ferenc (1960) állatorvos
- [0323] Baskay Györgyi (1941) mezőgazdasági mérnök, takarmánygazdálkodási szakmérnök, mérnök-tanár
- [0324] Basky Zsuzsa (1946) kertészmérnök, növényvédelmi szakmérnök
- [0325] Bassa László (1946) térképészmérnök, környezetvédelmi szakmérnök
- [0326] Básthy Tamás (1943) mezőgazdasági mérnök
- [0327] Bathó Csaba (1952) vegyészmérnök, műszeres analitikai szakmérnök
- [0328] Batke József (1940) biokémikus
- [0329] Bátorfalvi Géza Tibor (1938) gépészmérnök
- [0330] Bátori Sándor (1928) növénytermesztési üzemmérnök
- [0331] Batta Attila Gáspár (1945) kohómérnök
- [0332] Batta László (1910–2003) református lelkész, galambtenyésztő
- [0333] Bátyai Jenő (1933–1994) élelmiszer-kémikus
- [0334] Bauer Ferenc (1919–2003) mezőgazdasági mérnök
- [0335] Bauerné Farsang Mária (1950) kertész, üzemmérnök, üzemszervező mezőgazdasági mérnök
- [0336] Bazsó Csongor (1950) kertészmérnök, újságíró
- [0337] Bea József (1935) állatorvos
- [0338] Bebiák Miklós (1961) mezőgazdasági szervezőmérnök
- [0339] Beck Antal (1927) erdész
- [0340] Bécsy Kázmér (1930) gépészmérnök, gazdasági mérnök
- [0341] Bécsy László (1943) zoológus, természetfotós
- [0342] Bécsy Márton (1925) gépészmérnök
- [0343] Becze József (1922–1996) állatorvos
- [0344] Beczner Lászlóné, Hegyesi Judit (1945) kertészmérnök
- [0345] Bede-Fazekas Lehel (1930) mezőgazdasági mérnök
- [0346] Bede-Fazekas Zoltán (1929) méhész
- [0347] Bedő Sándor (1935–2012) mezőgazdasági mérnök
- [0348] Bedő Zoltán (1951) mezőgazdasági mérnök, mezőgazdasági genetikus szakmérnök
- [0349] Beély Miklós (1926–2010) erdőmérnök
- [0350] Beer György (1927–2017) gépészmérnök
- [0351] Bejczy Péter (1956) erdőmérnök
- [0352] Beke György (1929) vegyészmérnök
- [0353] Beke János (1950) mezőgazdasági gépészmérnök, mezőgazdasági kutató szakmérnök
- [0354] Beke József (1960) állatorvos
- [0355] Békei László (1954) közgazda
- [0356] Békés Ferenc (1947) biokémikus
- [0357] Békési Gyula (1930–2018) mezőgazdasági mérnök
- [0358] Békési László (1944) állatorvos, halgazdasági szakmérnök
- [0359] Békési Pál (1939) mezőgazdasági mérnök, növényvédelmi szakmérnök
- [0360] Békésné Horkay Zsuzsanna (1951) gépészmérnök, élelmiszer-kémikus
- [0361] Béky Albert (1939) erdőmérnök
- [0362] Béládi József (1910–1990) agrárközgazda
- [0363] Belák Sándor (1946) állatorvos
- [0364] Belea Adonisz (1924–2010) mezőgazdasági mérnök
- [0365] Beleznay János (1937) mezőgazdasági gépészmérnök, gazdasági mérnök
- [0366] Beliczai Géza (1946) magánkertész
- [0367] Bélteky Béla (1935) mezőgazdasági mérnök, mezőgazdasági üzemgazdasági szakmérnök
- [0368] Bencsik Tibor (1952) növénytermesztési üzemmérnök
- [0369] Bencze József (1954) gépész üzemmérnök, üzemgazdász
- [0370] Bencze Lajos (1912–2007) erdőmérnök
- [0371] Benczik Ernő (1957) állatorvos
- [0372] Béndek György (1938) vegyészmérnök, ipari mérnök-közgazda
- [0373] Bender Lajos (1940) bortermelő
- [0374] Bene Kálmán (1939) erdőmérnök, tájrendező és környezetfejlesztő szakmérnök
- [0375] Bene Károly (1929–1993) kertészmérnök, növényvédelmi szakmérnök
- [0376] Bene László (1943) mezőgazdasági mérnök, növénygenetikus
- [0377] Bene László (1945) kertészmérnök
- [0378] Benedeczky István (1931) biológus, növényfiziológus
- [0379] Benedek Fülöp (1947) mezőgazdasági szakmérnök
- [0380] Benedek Gábor (1920–2003) állatorvos
- [0381] Benedek József (1931) agrárközgazda
- [0382] Benedek Pál (1943) mezőgazdasági mérnök
- [0383] Benedekné Lázár Magda (1932) mezőgazdasági mérnök, mezőgazdasági tanár
- [0384] Benet Iván (1942–2014) közgazda
- [0385] Béni Kornél (1946) erdőmérnök, környezetvédelmi szakmérnök
- [0386] Benkóczy István (1957) mezőgazdasági gépész, gépjavító üzemmérnök, műszaki-gazdasági szakmérnök
- [0387] Benkő András (1938) jogász
- [0388] Benkő János (1948) mezőgazdasági gépészmérnök
- [0389] Benkő Katalin (1960) kertész szervező üzemmérnök
- [0390] Benkő Mária (1952) állatorvos
- [0391] Benkő Sándorné, Rogovits Fehér Etelka (1937) mezőgazdasági mérnök, növényvédelmi szakmérnök
- [0392] Bense Dezső (1937) hús- és konzervipari technológus
- [0393] Bényei Balázs (1956) állatorvos
- [0394] Bényei Ferenc (1946–2007) kertészmérnök
- [0395] Bényeiné Himmer Márta (1945) kertészmérnök
- [0396] Benyó Károly (1953) kertész
- [0397] Bérci Gyula (1930) agrárközgazda
- [0398] Bercsek Péter (1932) kertészmérnök
- [0399] Bercsek Péterné, Kerese Margit (1943) kertészmérnök
- [0400] Bercsényi Miklós (1923) mezőgazda, közgazda
- [0401] Berczeli Béla (1933) gépészmérnök
- [0402] Berczeli István (1934) mezőgazdasági mérnök
- [0403] Bérczi Alajos (1950) biofizikus
- [0404] Berdár Béla (1942) erdőmérnök
- [0405] Berde Csaba (1951) mezőgazdasági mérnök
- [0406] Berecz Botond (1943–2021) állatorvos
- [0407] Berecz Katalin (1948) vegyész, műszeres analitikai szakmérnök
- [0408] Berek Géza (1921–1996) mezőgazdasági mérnök
- [0409] Berek Imre (1944) mikrobiológus
- [0410] Berencei Rezső (1935–2008) földmérőmérnök, természeti erőforráskutatási és távérzékelési szakmérnök
- [0411] Berend István (1904–1994) mezőgazdasági mérnök, patológus, fiziológus
- [0412] Berend Iván (1924–2006) közgazda
- [0413] Berényi Béla (1948) mezőgazdasági mérnök, erdészeti növényvédelmi szakmérnök, mérnök-tanár
- [0414] Berényi István (1934) geográfus
- [0415] Berényi János (1938) mezőgazdasági mérnök, politológus
- [0416] Berényi János (1954–2015) mezőgazdasági mérnök, növénynemesítő
- [0417] Béres Béla (1912–1997) római katolikus esperes plébános, bortermelő
- [0418] Béres Imre (1939) mezőgazdasági mérnök, mezőgazdasági mérnök-tanár, növényvédelmi szakmérnök
- [0419] Béres István (1943) kertészmérnök, mérnök-tanár
- [0420] Béres István (1944) mezőgazdasági mérnök, növényvédelmi szakmérnök
- [0421] Béres József (1918–1990) állatorvos
- [0422] Béres József (1920–2006) tudományos kutató
- [0423] Berezvai Ferencné, Fülöp Margit (1936–2012) kertészmérnök, növényvédelmi szakmérnök
- [0424] Bergmann Károly (1947) erdésztechnikus
- [0425] Béri Béla (1951) mezőgazdasági mérnök
- [0426] Berkes Miklós (1944) mezőgazdasági üzemmérnök, tanár
- [0427] Berki Imre (1956) biológia-földrajz szakos középiskolai tanár, talajtani szakember
- [0428] Berkó János (1924) mezőgazdasági mérnök
- [0429] Bernád Ernő (1924) állatorvos
- [0430] Bernát Tivadar (1926–2018) közgazda
- [0431] Bernáth Imre (1919–?) állatorvos
- [0432] Bernáth Jenő (1944) mezőgazdasági mérnök
- [0433] Bernáth Sándor (1940) állatorvos
- [0434] Berregi István (1930–2024) növénytermesztési technikus
- [0435] Berszán Gábor (1935) gépészmérnök
- [0436] Berta Béla (1953) villamos üzemmérnök, természetfotós
- [0437] Berta Gábor (1947) mezőgazdasági gépész üzemmérnök
- [0438] Berta Jenő (1923) mezőgazdasági mérnök
- [0439] Berta Péter (1963) állatorvos
- [0440] Berta Zoltán (1954) mezőgazdasági mérnök, gazdaságelemző szakmérnök
- [0441] Bertalan Zoltán (1933) mezőgazdasági mérnök, sertéstenyésztési szakmérnök, növényvédelmi szakmérnök
- [0442] Bertók János György (1934) mezőgazdasági gépészmérnök, mérnök-tanár
- [0443] Bertók Loránd (1934) állatorvos, sugárbiológus
- [0444] Berzsenyi Zoltán (1943) mezőgazdasági mérnök
- [0445] Berzy Tamás (1959) mezőgazdasági mérnök, vetőmaggazdálkodási szakmérnök
- [0446] Beszteri József (1912–1990) kertész
- [0447] Bethlen Ferenc (1925–2010) mezőgazdasági mérnök
- [0448] Bethlendi László (1942) agrárközgazda
- [0449] Bezsenyi Gábor (1951) gépipari technikus
- [0450] Bezsilla Ernő (1935) állatorvos
- [0451] Bezsilla Ernőné, Kohl Katalin (1935) mezőgazdasági mérnök
- [0452] Biacs Péter Ákos (1940) vegyészmérnök
- [0453] Biber Károly (1947–2000) mezőgazdasági mérnök, növényvédelmi szakmérnök
- [0454] Bicsérdy Gyula László (1938) állatorvos, tejgazdasági és tejipari szakmérnök
- [0455] Biczók Ferenc (1912–1998) biológus, zoológus
- [0456] Bidló Gábor (1924–2008) vegyészmérnök
- [0457] Bihaly Andor (1908–1994) mezőgazdasági mérnök
- [0458] Bihari Ferenc (1936) mezőgazdasági mérnök
- [0459] Bikfalvi Istvánné, Hamza Kinga (1941) vegyészmérnök, mérnök-biológus szakmérnök
- [0460] Bilkei Papp Gábor (1944–2015) állatorvos
- [0461] Billédi Ferencné, Holló Ibolya (1931) mezőgazdasági mérnök, könyvtáros
- [0462] Billege István (1965) mezőgazdasági mérnök
- [0463] Billege Lajos (1940) üzemgazda
- [0464] Bindics István (1932) mezőgazdasági mérnök
- [0465] Birck László (1951) erdőmérnök, növényvédelmi szakmérnök
- [0466] Birkás Márta (1951–2024) mezőgazdasági mérnök
- [0467] Biró Borbála (1957) biológus
- [0468] Bíró Ernő (1942) élelmiszeripari üzemmérnök, kertészmérnök
- [0469] Bíró Ferenc (1928–2012) agrárközgazda
- [0470] Bíró Ferencné, Gosztonyi Mária (1933) agronómus, mérnök-tanár
- [0471] Biró Géza (1933–2017) állatorvos
- [0472] Biró György (1928) orvos
- [0473] Biró Gyula (1931) állatorvos, halgazdasági szakmérnök
- [0474] Bíró István (1930) mezőgazdasági mérnök, tanár
- [0475] Bíró József (1935) agrárszakoktatás-szervező
- [0476] Bíró Krisztina (1947) mezőgazdasági mérnök, tudományos illusztrátor
- [0477] Biró Péter (1930) mérnök
- [0478] Biró Péter (1942) állatorvos
- [0479] Bíró Péter (1943–2021) hidrobiológus
- [0480] Bíró Sándor (1937) jogász
- [0481] Biróné Marton Zsuzsanna (1957) erdőmérnök
- [0482] Bisztray Ádám (1935–1998) mezőgazdasági mérnök, költő, író
- [0483] Bittsánszky János (1944) kertészmérnök, zöldséghajtató és vetőmagtermesztő szakmérnök
- [0484] Bizóné Sárdi Katalin (1951) mezőgazdasági mérnök
- [0485] Blaskó Lajos (1947) mezőgazdasági mérnök
- [0486] Bleyer Jenő (1925) mezőgazda
- [0487] Bobvos Pál (1952) jogász
- [0488] Bócsa Iván (1926–2007) mezőgazdasági mérnök
- [0489] Bocskai József (1933) talajtani szakmérnök
- [0490] Bocz Ernő (1920–2010) mezőgazdasági mérnök
- [0491] Bod Lajos (1946) mezőgazdasági mérnök, vadgazdálkodási szakmérnök
- [0492] Boda József (1925) mezőgazdasági mérnök
- [0493] Boda Sándor (1949) agrárközgazda
- [0494] Boda Zoltán (1966) erdőmérnök
- [0495] Bódai József (1917–?) állatorvos
- [0496] Bódi Gyula (1937–2015) állatorvos
- [0497] Bódis László (1942) mezőgazdasági mérnök, vetőmag-gazdálkodási szakmérnök
- [0498] Bodnár József (1960) állatorvos
- [0499] Bodnár László (1940) geográfus
- [0500] Bodnár Miklós (1921–2016) mezőgazdasági mérnök, mérnök-tanár
- [0501] Bodnár Sándor (1939) kertészmérnök, borász
- [0502] Bodó Béla (1952) kertész üzemmérnök
- [0503] Bodó Imre (1932–2023) mezőgazdasági mérnök
- [0504] Bodó Imre József (1954) mezőgazdasági mérnök, helytörténész
- [0505] Bodó Sándor (1943–2021) etnográfus, muzeológus
- [0506] Bodolai Imre (1927) gépészmérnök
- [0507] Bodolay Istvánné, Fejér Sarolta (1920–2012) mezőgazdasági mérnök
- [0508] Bodor János (1940) kertészmérnök, növényvédelmi szakmérnök, főszerkesztő
- [0509] Bodor László (1949) erdőmérnök
- [0510] Bodrogközy György (1924–2010) biológus
- [0511] Bodrogközy Zoltán (1942) állatorvos
- [0512] Bodrossy Leó (1913–?) állatorvos
- [0513] Bogács László (1959) erdőmérnök
- [0514] Bogárdi Zoltán (1947) kertészmérnök
- [0515] Bogdán Antal (1945) állatorvos
- [0516] Bogdán Emil (1921–2008) állatorvos
- [0517] Bogdánné Molnár Erzsébet (1930) élelmiszervegyész
- [0518] Bogenfürst Ferenc (1948) mezőgazdasági mérnök, baromfitenyésztési és ipari szakmérnök
- [0519] Bognár Béla (1929) kertészmérnök, mérnök-tanár
- [0520] Bognár Éva (1948) kertészmérnök, növényvédelmi szakmérnök
- [0521]  Bognár Gyula (1926) tanár
- [0522] Bognár József (1923–?) erdőmérnök
- [0523] Bognár Károly (1917–?) kertészmérnök
- [0524] Bognár Károly (1925–2008) állatorvos
- [0525] Bognár Sándor (1921–2011) mezőgazdasági mérnök
- [0526] Bohus Gábor (1914–2005) muzeológus, mikológus
- [0527] Bojtos Ferenc (1942) állatorvos
- [0528] Bokor Tamás (1936) agrárközgazda
- [0529] Bokori József (1927–2011) állatorvos
- [0530] Boldizsár Harrison (1927) állatorvos
- [0531] Boltizár Pál (1923) gépészmérnök
- [0532] Boltresz Ervin (1945) ügyvezető igazgató
- [0533] Bolygó Elek (1949) vegyész
- [0534] Bolyó István (1934) kertész
- [0535] Bóna József (1944) erdőmérnök
- [0536] Bóna Lajos (1953) mezőgazdasági mérnök, búzanemesítő
- [0537] Bóna Sándor (1922–?) állatorvos
- [0538] Bondor Antal (1932) erdőmérnök
- [0539] Boór Ferenc (1941) mezőgazdasági gépészmérnök, gépjármű szakmérnök
- [0540] Boór Károly (1921–?) közgazda
- [0541] Borbás Lajos (1913–1996) kertész, mezőgazdasági mérnök
- [0542] Borbély Gábor (1952) méhész
- [0543] Borbényi Ervin (1931) agrárközgazda
- [0544] Borcsikné Jánosy Rita (1955) vetőmagtermesztő, üzemmérnök
- [0545] Borda István (1933) mezőgazdasági mérnök, mérnök-tanár
- [0546] Bordács Irwin Krisztina (1956) biológus mérnök, környezetvédelmi szakmérnök
- [0547] Bordács István (1926) vegyészmérnök
- [0548] Bordács Lajos (1932) mérnök-tanár, mezőgazdasági gépészmérnök
- [0549] Bordács Sándor (1963) erdőmérnök
- [0550] Bordás Mihály (1931) mezőgazdasági mérnök
- [0551] Borhidi Attila (1932) botanikus, ökológus
- [0552] Borka Gyula (1936) mezőgazdasági mérnök
- [0553] Boronkai László (1939) faipari mérnök
- [0554] Boros Csaba (1952) galambtenyésztő
- [0555] Boros István (1943) állatorvos
- [0556] Borosi János (1933) molnár
- [0557] Boross György (1896–1993) erdőmérnök
- [0558] Boross László (1931–2012) biofizikus
- [0559] Borsa Béla (1948) gépészmérnök
- [0560] Borsavölgyi Tamás István (1939) mezőgazdasági mérnök, talajerő-gazdálkodási szakmérnök
- [0561] Borsódy Mihály (1916–2011) élelmiszervegyész
- [0562] Borsos Béla (1958) állatorvos
- [0563] Borsos János (1936–2015) mezőgazdasági mérnök
- [0564] Borsos Zoltán (1924–2009) erdőmérnök
- [0565] Borszéki Éva (1943) agrárközgazda
- [0566] Borszéki László (1927) gépészmérnök
- [0567] Borus József (1929) kertészmérnök
- [0568] Borzsák Benő (1943) mezőgazdasági mérnök, vízgazdálkodási szakmérnök
- [0569] Botos Ernő Péter (1954) kertészmérnök
- [0570] Botos Géza (1926) erdőmérnök
- [0571] Botos Károly (1953) közgazdász, újságíró
- [0572] Botos Lajos (1920–?) állatorvos
- [0573] Botos Lajos (1922–2018) mezőgazdasági mérnök, közgazda
- [0574] Botos Lajosné, Kron Klára (1928) mezőgazdasági mérnök
- [0575] Bozai József (1937–2009) mezőgazdasági mérnök
- [0576] Bozó János (1940) mezőgazdasági takarmánygazdálkodási szakmérnök
- [0577] Bozó Sándor (1933–2004) mezőgazdasági mérnök
- [0578] Bozsér Erzsébet (1943) növénytermesztési üzemmérnök, újságíró
- [0579] Bozsik Valéria (1932) újságíró, író, szervező
- [0580] Bozsoki György (1923–?) méhész
- [0581] Bőcs Attila (1939) reformélelmezési tanácsadó, zenepedagógus
- [0582] Böddi Béla (1950) biológus
- [0583] Bődi Ferencné, Kovács Ilona (1938) erdőmérnök
- [0584] Bődör László (1936–1995) mezőgazdasági mérnök, tanár
- [0585] Bödör Tamás (1944) mezőgazdasági gépészmérnök, mérnök-tanár
- [0586] Bögi Károly (1938) mérnök, mérnök-közgazda
- [0587] Bögre János (1927–2013) mezőgazdasági mérnök, mérnök-tanár
- [0588] Bögyös László (1956) mezőgazdasági vállalkozó
- [0589] Bőjtös Zoltán (1916–1989) mezőgazda, növénynemesítő
- [0590] Bökönyi Sándor (1926–1994) régész
- [0591] Bölcsvölgyi Ferenc (1943) építőmérnök
- [0592] Bölöni István (1928–2008) gépészmérnök
- [0593] Böngyik Árpád (1930) kertészmérnök, mérnök-tanár
- [0594] Börcsök Károly (1918–?) méhész
- [0595] Börcsök Lászlóné, Vajas Jolán (1944) élelmiszer-analitikus
- [0596] Böröczky Imre (1911–2003) kistermelő, kertész
- [0597] Bősze Zsuzsanna (1952) biológus
- [0598] Brandt Béla (1938) mezőgazdasági mérnök, öntözőgazdálkodási szakmérnök
- [0599] Brazsil József (1955) mezőgazdasági mérnök, mezőgazdasági vállalatgazdasági szakmérnök
- [0600] Brezniczki József (1933) mezőgazdasági mérnök, mérnök-tanár
- [0601] Brózik Sándor (1925–2001) kertészmérnök, növénynemesítő
- [0602] Brugger Frigyes (1941) erdőmérnök
- [0603] Brunner Tamás (1925) kertészmérnök
- [0604] Bubán Tamás (1938) kertészmérnök
- [0605] Buchalla Botond (1944) kertészmérnök, mérnök-tanár, konzervtechnológus szakmérnök
- [0606] Buchinger György (1940) méhész
- [0607] Bucsy László (1945) állatorvos
- [0608] Buczolics Ödön (1934) gépészmérnök
- [0609] Buda Gábor (1935) mezőgazdasági gépészmérnök, közgazdász-mérnök
- [0610] Budaházi Zoltán (1943) erdész
- [0611] Budai Csaba (1941–2019) mezőgazdasági mérnök, növényvédelmi szakmérnök
- [0612] Budánovics Ferenc (1946) gépész üzemmérnök
- [0613] Budavári János Vilmos (1943) közgazda
- [0614] Budavári Kurt Rudolf (1921–2016) általános mérnök
- [0615] Buday Ferdinánd (1928–1990?) vegyészmérnök, mikrobiológus
- [0616] Buday László (1927) kertész
- [0617] Buglyó László (1934) közgazda
- [0618] Bujáki Gábor Imre (1952) mezőgazdasági mérnök, növényvédelmi szakmérnök
- [0619] Bujdosó Gabriella (1933) mezőgazdasági mérnök, genetikus
- [0620] Bujtás Györgyné, Tölgyes Klára (1948) biológus
- [0621] Bukai József (1933) mezőgazdasági mérnök
- [0622] Bukovenszki Jánosné, Madarasi Erzsébet (1959) tartósítóipari üzemmérnök
- [0623] Bukovinszky László (1941) mezőgazdasági mérnök
- [0624] Bukovinszky Lászlóné, Gajzer Gyöngyvér (1944) mezőgazdasági mérnök
- [0625] Bukri Julianna (1955) erdőmérnök
- [0626] Bukta László (1940) közgazda
- [0627] Bulla Géza (1932) állatorvos, baromfitenyésztési szakmérnök
- [0628] Burányi Endre (1955) táj- és kertépítész tervező mérnök
- [0629] Burgerné Gimes Anna (1931–2018) agrárközgazda, mezőgazdasági mérnök
- [0630] Burgert Róbert (1924–1999) mezőgazdasági mérnök
- [0631] Burgyán József (1951) kertészmérnök
- [0632] Burián Béla (1922–2006) újságíró
- [0633] Búsné Pap Judit (1965) mikrobiológus, szakfordító
- [0634] Buzás Gyula (1938–2012) agrárközgazda
- [0635] Buzás István (1942) vegyész, agrokémikus
- [0636] Búzás Sándor (1939) üzemgazdász
- [0637] Buzássy Lajos (1942) kertész üzemmérnök
- [0638] Buzetzky Győző (1942) vízügyi mérnök. hidrológus
- [0639] Buzgó Erzsébet (1953) növénynemesítő
- [0640] Bürgés György (1940) mezőgazdasági mérnök, növényvédelmi szakmérnök, mérnök-tanár
- [0641] Büttner Gyula (1922–1995) erdőmérnök

## C, Cs
- [0642] Cebe Zoltán (1929–2004) erdőmérnök
- [0643] Cenkvári Éva (1962) mezőgazdasági mérnök
- [0644] Chikány Béla (1929) vegyészmérnök
- [0645] Chrappán György (1960) mezőgazdasági mérnök, növénynemesítő
- [0646] Chrenóczy-Nagy Gábor (1934) kertészmérnök
- [0647] Cog Gennadijné, Velkey Piroska (1935) állattenyésztési szakmérnök
- [0648] Csaba György (1943) állatorvos
- [0649] Csaba László (1938) közgazda
- [0650] Csaba Levente (1940) mezőgazdasági mérnök
- [0651] Csáby Alajos (1947) sütőipari technikus
- [0652] Cságola Ferenc (1925–?) mezőgazdasági mérnök
- [0653] Csajkovich Károly (1920–2005) erdész
- [0654] Csákány András (1934) jogász
- [0655] Csákány Béla (1951) gépész üzemmérnök
- [0656] Csáki Csaba (1940) közgazda
- [0657] Csáki László (1931) mezőgazdasági üzemmérnök
- [0658] Csákiné Michéli Erika (1959) mezőgazdasági mérnök
- [0659] Csanádi József (1959) élelmiszeripari mérnök
- [0660] Csanády Béla (1932) erdőmérnök
- [0661] Csanda Elek (1926–2004) kertészmérnök
- [0662] Csánitz Antal (1950) cukoripari technikus
- [0663] Csányi Sándor (1958) mezőgazdasági mérnök
- [0664] Csaplár Klára (1952) öntözéses-meliorációs üzemmérnök, mezőgazdasági mérnök
- [0665] Csapó András (1947) táj- és kerttervező mérnök, városrendezési szakmérnök
- [0666] Csapó Gyula Nándor (1942) mezőgazdasági gépészmérnök, munkavédelmi szakmérnök
- [0667] Csapó István (1931) gépészmérnök, gépszerkesztő szakmérnök
- [0668]  Csapó János (1950) vegyész, állattenyésztési üzemmérnök
- [0669] Csapó Zoltán (1965) mezőgazdasági mérnök
- [0670] Csapody István (1930–2002) erdőmérnök
- [0671] Császár Jenő (1938) mezőgazdasági mérnök
- [0672] Császár Rudolf Imre (1935) erdőmérnök
- [0673] Csatai Rózsa (1956) matematikus, agrárközgazda
- [0674] Csatári Bálint (1923–?) állatorvos
- [0675] Csatári Ernő (1923–?) biokertész
- [0676] Csathó Péter (1955) mezőgazdasági mérnök
- [0677] Csatkai Dénes (1913–1994) mérnök
- [0678] Csató László (1947) mezőgazdasági mérnök, mezőgazdasági kutatómérnök
- [0679] Csató Sándor (1951) matematikus
- [0680] Csatos Imréné, Nagy Gizella Franciska (1947) mezőgazdasági mérnök
- [0681] Csávás Dezső János (1937) mezőgazdasági mérnök, öntözési ás vízgazdálkodási szakmérnök
- [0682] Csávás Imre (1934) mezőgazdasági mérnök
- [0683] Csávossy György (1925–2015) mezőgazdasági mérnök, szaktanár
- [0684] Csécsi Nagy Miklós (1904–?) jogász, mezőgazdasági mérnök
- [0685] Cséfalvay György (1953) állatorvos
- [0686] Cséfalvay Gyula (1919–1998) mezőgazdasági mérnök
- [0687] Cseh Gábor (1963) élelmiszeripari mérnök
- [0688] Cseh Józsefné, Szepessy Margit (1925–?) élelmiszer-kémikus
- [0689] Cseh Sándor (1954) állatorvos
- [0690] Cseh Vendel (1936) mezőgazdasági mérnök
- [0691] Cseke Sándor (1931) sütőipari üzemmérnök
- [0692] Cseke Sándor (1944–2014) újságíró, szerkesztő
- [0693] Cseke Sándor (1955) városgazda
- [0694] Csékei József (1950) tartósítóipari mérnök
- [0695] Csekő Géza (1934–2013) hidrológus
- [0696] Cselei István (1941) mezőgazdasági mérnök
- [0697] Cselőtei László (1925–2012) kertészmérnök
- [0698] Csemez Attila (1945) táj- és kertépítészmérnök, városépítési-városgazdálkodási szakmérnök
- [0699] Csendes Béla (1926) agrárközgazda
- [0700] Csépányi Balázs (1947) mezőgazdasági mérnök
- [0701] Csepely-Knorr András (1927) mezőgazdasági mérnök, agrárökonómus
- [0702] Csepinszky Béla (1941) mezőgazdasági mérnök
- [0703] Cséplő Ágnes (1955) biológus
- [0704] Csepregi Béla (1944) mezőgazdasági mérnök
- [0705] Csepregi Csaba (1945) mezőgazdasági mérnök
- [0706] Csepregi István (1929–2010) állattenyésztési mérnök
- [0707] Csepregi Pál (1924–2002) mezőgazda, kertészmérnök
- [0708] Csepregi Tibor (1959) mezőgazdasági mérnök
- [0709] Csercser Péter (1922–1989) közgazda
- [0710] Cserép János (1950–2018) erdőmérnök
- [0711] Cserey Gábor (1951) szociológus
- [0712] Csergezán Pál (1924–1996) festőművész, grafikus
- [0713] Cserháti György (1920–1992) mezőgazdasági mérnök, gyógypedagógus
- [0714] Cserháti Tibor (1938) vegyészmérnök
- [0715] Cserháti Zoltánné, Botka Ilona (1935) mezőgazdasági mérnök, növényvédelmi szakmérnök
- [0716] Cseri Géza (1938) mezőgazdasági mérnök, halászati szakmérnök
- [0717] Cseri Zoltán (1930–2001) mikrobiológus, gyógyszerkutató
- [0718] Cserjés Antal (1922–?) erdőmérnök
- [0719] Cserjés Péter (1950) faipari mérnök
- [0720] Csermely Jenő (1938–2010) mezőgazdasági gépészmérnök
- [0721] Cserni Imre (1935) mezőgazdasági mérnök, talajtan-agrokémiai szakmérnök
- [0722] Csernus Ferenc (1956) mezőgazdasági gépészmérnök
- [0723] Cservény Antal (1947) állatorvos
- [0724] Csesznák Elemér (1925–) erdőmérnök
- [0725]  Csete László (1929) mezőgazdasági mérnök
- [0726] Csete Sándor (1945) mezőgazdasági mérnök, növényvédelmi szakmérnök
- [0727] Csetreki Ernő (1931) mezőgazda
- [0728] Cseuz Károly (1938) mezőgazdasági mérnök, mérnök-tanár, genetikus szakmérnök
- [0729] Cseuz László (1958) mezőgazdasági mérnök, vállalatgazdálkodási szakmérnök
- [0730] Csider László (1921–?) kertészmérnök
- [0731] Csighy Tibor (1928–2020) agrárközgazda
- [0732] Csiha Imre (1958) erdőmérnök
- [0733] Csikai Pál (1907–?) tanár
- [0734] Csikász Tamás (1958) mezőgazdasági mérnök, mezőgazdasági genetikus szakmérnök
- [0735] Csikós Béla (1946) élelmiszeripari gépészmérnök, húsipari szakmérnök
- [0736] Csíkvári László (1923–1994) állatorvos
- [0737] Csilek István (1945) élelmiszeripari üzemmérnök, mérnök üzemgazdász
- [0738] Csillag Ferenc (1955–2005) geofizikus, térképész
- [0739] Csillag Jenő (1938) erdőmérnök
- [0740] Csillag Julianna (1946) vegyész
- [0741] Csillag Sándor (1948) üzemszervező mezőgazdasági mérnök
- [0742] Csilléry Gábor (1948) kertészmérnök, paprikanemesítő genetikus
- [0743] Csima Péter (1948) táj- és kertépítészmérnök
- [0744] Csire István (1937) állatorvos
- [0745] Csire Lajos (1923–1974) mezőgazda
- [0746] Csiszér János (1943) mezőgazdasági mérnök
- [0747] Csizmadia László (1950) mezőgazdasági mérnök, mezőgazdasági genetikus szakmérnök
- [0748] Csizmadia Ottóné, Czeglédi Mária (1938) mezőgazdasági vállalkozó
- [0749] Csizmadia Rudolf (1933) MÁV-állomásfőnök, méhész
- [0750] Csizmadia Sándorné, Gulyás Aranka (1937) mezőgazdasági üzemmérnök
- [0751] Csizmás Sándor (1933) kertészmérnök, mezőgazdasági mérnök-tanár
- [0752] Csizmazia András (1948) matematikus
- [0753] Csizmazia Darab József (1918–2013) szőlőnemesítő
- [0754] Csizmazia Tibor (1940) kertészmérnök
- [0755] Csizmazia Zoltán (1937) mezőgazdasági gépészmérnök
- [0756] Csoba Tamás (1945–1993) gépészmérnök, mezőgazdasági szakmérnök
- [0757] Csobán József (1943–2008) mezőgazdasági gépész
- [0758] Csóka György (1961) erdőmérnök, entomológus
- [0759] Csóka Lajos Péter (1957) erdőmérnök
- [0760] Csókás Mihály (1933) konzerv- ás húsipari technikus
- [0761] Csókay István (1935) mezőgazdasági mérnök, öntöző szakmérnök
- [0762] Csoma János (1929) mezőgazdasági mérnök
- [0763] Csoma Mihály (1943) mezőgazdasági gépészmérnök
- [0764] Csoma Zsigmond (1952–2021) kertészmérnök, néprajzkutató-agrártörténész
- [0765] Csomós Zoltán (1930) mezőgazdasági mérnök
- [0766] Csonka Imre (1920–?) gazdálkodó
- [0767] Csontos Györgyi (1959) mezőgazdasági mérnök, genetikai szakmérnök
- [0768] Csontos Gyula (1929–1997) erdőmérnök
- [0769] Csontos Imre (1926–?) mezőgazdasági mérnök
- [0770] Csontos Péter (1959) biológus
- [0771] Csorba Péter (1953) tájökológus
- [0772] Csordás János (1933) állatorvos
- [0773] Csortosné Szabó Mária (1947) biológus-ökológus
- [0774] Csölle István (1941) mezőgazdasági mérnök, növényvédelmi szakmérnök
- [0775] Csöppüs István (1929) agrártörténész
- [0776] Csőre Pál (1923–2011) jogász
- [0777] Csörnök Lajos (1924–1989) gépészmérnök
- [0778] Csörögi Tibor (1951) falugazdász
- [0779] Csörsz Emil (1911–1999) erdőmérnök
- [0780] Csősz Gyula (1939) állatorvos
- [0781] Csősz Lászlóné, Gyuris Mária (1952) mezőgazdasági mérnök
- [0782] Csősz Zsigmond (1943) kertészmérnök, növényvédelmi szakmérnök
- [0783] Csővári András (1941) mezőgazdasági mérnök
- [0784] Csővári János (1946) mezőgazdasági mérnök
- [0785] Csővári Mihály (1959) kertész üzemmérnök, gazdálkodó
- [0786] Csubák Mária (1959) vegyész
- [0787] Csuka Balázs (1942) kertészmérnök, vállalatgazdálkodási szakmérnök
- [0788] Csuka Gyula (1940) mezőgazdasági mérnök
- [0789] Csuka János (1935) mezőgazdasági mérnök-tanár, környezetvédelmi szakmérnök
- [0790] Csukás Lajos (1931) gépészmérnök, gazdasági mérnök
- [0791] Csukás Zoltán (1936) állatorvos
- [0792] Csullag József (1938) közgazda
- [0793] Csúth Sándor (1937) húsipari technikus
- [0794] Czagány László (1943–2017) közgazda
- [0795] Czágásch József (1934–2017) erdőmérnök
- [0796] Czakó Béla (1944) mezőgazdasági mérnök, baromfitenyésztési és vállalatgazdálkodási szakmérnök
- [0797] Czakó István (1922–?) méhész, erdészeti munkás
- [0798] Czakó János (1935) mezőgazda
- [0799] Czakó József (1923–1990) mezőgazdasági mérnök
- [0800] Czakó László (1921–?) mezőgazda
- [0801] Czakó Mihály (1930) mikrobiológus
- [0802] Czeglédi-Jankó Judit (1941) vegyész, húsipari szakmérnök
- [0803] Czékus Frigyes (1920–?) állatorvos
- [0804] Czelnai Rudolf (1932–2025) meteorológus
- [0805] Czencz Kornélia (1941) mezőgazdasági mérnök, mérnök-tanár, növényvédelmi szakmérnök
- [0806] Czene Barnabás (1929) erdőmérnök
- [0807] Czerny Károly (1944) erdőmérnök, építész
- [0808] Czimbalmos Béla (1930–2006) közgazda
- [0809] Czimber Gyula (1936–2008) mezőgazdasági mérnök, növényvédelmi szakmérnök, mérnök-tanár
- [0810] Czirák László (1956) mezőgazdasági mérnök, növényvédelmi szakmérnök
- [0811] Cziráki Imre (1946) közgazda
- [0812] Czövek László (1923–2001) állatorvos
- [0813] Czuczor Ernőné, Miletits Judit (1934) geofizikus
- [0814] Czukor Bálint (1938) vegyész
- [0815] Czupók István (1942–1996) mezőgazdasági mérnök
- [0816] Czuppon Béla (1942) üzemmérnök
- [0817] Czverencz János (1934) mezőgazdasági gépészmérnök, hegesztő szakmérnök

## D
- [0818] Dabasi Gábor (1957) kertészmérnök
- [0819] Dallmann Géza (1953) biológus
- [0820] Dalman József (1939) állatorvos
- [0821] Dalmay Tamás (1966) kertészmérnök
- [0822] Dancs István (1955–2018) mezőgazdasági mérnök, takarmánygazdalkodási szakmérnök
- [0823] Dancs József (1908–2004) újságíró
- [0824] Dancs Károly (1931) vegyészmérnök, közgazdász-mérnök
- [0825] Dancs Pál (1929–1992) ipari tervező
- [0826] Dancsházy László (1923–?) mezőgazdasági mérnök, tanár
- [0827] Dancsó József (1938) kertészmérnök, mérnök-tanár
- [0828] Dancz Pál (1922–?) kertészmérnök
- [0829] Danczik András (1931) erdőmérnök
- [0830] Danhauser Rezső (1944) kertészmérnök, táj- és kertépítészeti szakmérnök
- [0831] Dani Béláné, Putnoky Ilona (1944) növényegészségügyi felügyelő
- [0832] Daniel Lajos (1913–2000) mezőgazdasági mérnök, genetikus, növénynemesítő
- [0833] Dániel Péterné, Bányai Judit (1943) kémia-fizika szakos középiskolai tanár
- [0834] Dankházi Sándor (1940) kertész
- [0835] Dankó Gyula (1935) állatorvos
- [0836] Darab Katalin (1928–1997) vegyész
- [0837] Darabos István (1942) erdőmérnök, tájrendező és környezetvédelmi szakmérnök
- [0838] Darázs Sándor (1939) élelmiszeripari üzemmérnök, tartósítóipari mérnök
- [0839] Darázs Sándorné, Dús Éva (1943–1993) tartósítóipari üzemmérnök
- [0840] Daróczi János Endre (1947) mezőgazdasági mérnök
- [0841] Daróczi Lajos (1949) üzemgazdász
- [0842] Darvas Béla (1948) mezőgazdasági mérnök, növényvédelmi szakmérnök
- [0843] Darvas József Mihály (1945) növényvédelmi szakértő
- [0844] Darvas Judit (1946) egyesületi titkár
- [0845] Dávid Balázs (1913–?) földműves
- [0846] Dávid Csaba (1936) mezőgazdasági mérnök, üzemgazdasági szakmérnök
- [0847] Dávid Imre (1942) mezőgazdasági mérnök, vállalatgazdasági szakmérnök
- [0848] Dávid Imre (1944) közgazda
- [0849] Dávid József (1921–?) újságíró, író
- [0850] Dávid József (1944) húsfeldolgozó szakmunkásmester
- [0851] Dávidházy Gábor (1948) mezőgazdasági gépészmérnök
- [0852] Deák Tibor (1935–2013) biológus
- [0853] Debreczeni Béla (1930–1991) mezőgazdasági mérnök, agrokémikus
- [0854] Debreczeni Béláné, Egri Katalin (1932) mezőgazdasági mérnök, agrokémikus
- [0855] Debreczeni István (1920–1983) állatorvos
- [0856] Debreczeni István (1930–2016) mezőgazdasági mérnök, mérnök-tanár
- [0857] Debreczeny István (1938) vegyészmérnök, vegyipari gazdasági mérnök
- [0858] Debreczy Zsolt (1941) muzeológus, botanikus, dendrológus
- [0859] Deliága Imre (1928) mezőgazdasági mérnök
- [0860] Dellei Adrienne (1948) kertészmérnök, növényvédelmi szakmérnök
- [0861] Deme András (1936–2005) mezőgazdasági mérnök, vállalatgazdasági szakmérnök
- [0862] Deme János (1934) mezőgazdasági mérnök
- [0863] Deme Pál (1946) kertészmérnök
- [0864] Deme Zoltán (1950) szövetkezeti elnök
- [0865] Demeter András (1956) biológus
- [0866] Demeter Győző (1957) mezőgazdasági mérnök, vállalatgazdálkodási szakmérnök
- [0867] Demeter János (1935) mezőgazdasági mérnök
- [0868] Demeter László (1952) mezőgazdasági mérnök
- [0869] Demeter Sándor (1944) biofizikus
- [0870] Demkó Jánosné, Tokár Rozália (1950) kertészmérnök
- [0871] Dencső István (1954) mezőgazdasági mérnök, biotechnológus
- [0872] Dénes Béla (1957) állatorvos
- [0873] Dénes János (1927–?) erdész
- [0874] Dénes Lajos (1937) állatorvos, édesvízi halászati szakmérnök
- [0875] Dénes Péter (1960) állattenyésztő üzemmérnök
- [0876] Dénes Tibor (1936) állatorvos
- [0877] Dér Ferenc (1944–2017) mezőgazdasági mérnök, szarvasmarha-tenyésztési szakmérnök
- [0878] Déry Márta, Bellovits Márta (1956) közgazda
- [0879] Deszpot László (1919–?) erdész
- [0880] Detrekői Ákos (1939–2012) mérnök
- [0881] Dezső János (1927–?) mezőgazdasági mérnök, mérnök-tanár
- [0882] Dienes Gyula (1951) mezőgazdasági mérnök, növényvédelmi szakmérnök
- [0883] Dimény Imre (1922–2017) mezőgazdasági mérnök
- [0884] Dimény Judit (1948–2023) kertészmérnök, mezőgazdasági vállalatgazdálkodási szakmérnök
- [0885] Dimitrievits György (1939) mezőgazdasági gépészmérnök
- [0886] Dinka Mária (1953) agrármérnök
- [0887] Dinnyés András (1966) állatorvos
- [0888] Dinnyés János (1933–2019) mezőgazdasági mérnök
- [0889] Dinya László (1949) mezőgazdasági gépészmérnök
- [0890] Diófási Lajos (1929–2012) kertészmérnök
- [0891] Diósady Levente László (1943) vegyészmérnök
- [0892] Dióssy László (1957) üzemmérnök, mezőgazdasági mérnök
- [0893] Divényi Pál (1945–2002) térképész, térinformatikus
- [0894] Dizseri András (1951) mezőgazdasági mérnök
- [0895] Dobay Éva (1934) vegyészmérnök, mérnök-tanár
- [0896] Dobay Pál (1937) erdőmérnök
- [0897] Dobó István (1951) erdőmérnök, tájrendező és környezetfejlesztő szakmérnök
- [0898] Dobolyi Csaba (1944) mikrobiológus
- [0899] Dobos Károly (1921–2001) mezőgazdasági mérnök
- [0900] Dobos László (1932–1993) kertészmérnök, mérnök-tanár, zöldséghajtató szakmérnök
- [0901] Dobos Tibor (1931–2008) erdőmérnök
- [0902] Dobosi Zoltán (1915–2009) meteorológus
- [0903] Dobrai Lajos (1932) mezőgazdasági mérnök
- [0904] Dobray Endréné, Horváth Etelka (1922–?) kertészmérnök
- [0905] Dobrovitz József (1939) mezőgazdasági mérnök
- [0906] Dohy János (1905–1990) mezőgazda
- [0907] Dohy János (1934–2002) mezőgazda
- [0908] Dohy József (1934–2005) állatorvos, természetgyógyász
- [0909] Dohy Zoltán (1935) drogista, természetgyógyász
- [0910] Doklea István (1925) erdőmérnök
- [0911] Dolina Károly (1938–2016) mezőgazdasági gépészmérnök
- [0912] Dolinka Bertalan (1932–2012) mezőgazdasági mérnök, növénynemesítő
- [0913] Domahidy Miklós (1922–2008) író, borász
- [0914] Dombai Lászlóné, Dalnoki Mária (1934) építészmérnök, szervező szakmérnök
- [0915] Dombóvári János (1929) agrokémikus
- [0916] Dombóvári Jánosné, Uhljár Ilona (1936) agrokémikus
- [0917] Domé Györgyné, Balázs Mária (1933–2016) jogász
- [0918] Dominich Sándor (1954–2008) programtervező-matematikus
- [0919] Domokos Gáborné, Lux Kornélia (1943) kertészmérnök
- [0920] Domokos József (1944) közgazda
- [0921] Domokos Zoltán (1945) kertészmérnök
- [0922] Domokosné Szarka Erzsébet (1957) élelmiszeripari szakmérnök, húsipariszaküzemmérnök
- [0923] Domonyai Péter László (1944) kertészmérnök, borszakértő
- [0924] Don László (1917–?) mezőgazdasági technikus
- [0925] Donát Ármin (1935) mérlegképes könyvelő, húsipari technikus
- [0926] Doór Zoltán (1931) tejipari üzemvezető
- [0927] Dorgai László (1948) mezőgazdasági mérnök
- [0928] Dorogi Imre (1934–1997) mezőgazdasági mérnök, agrokémiai-talajtani szakmérnök
- [0929] Dorogi Judit (1958) kertészmérnök, trópusi szakmérnök
- [0930] Dósa Jenő (1933–2001) mezőgazdasági mérnök
- [0931] Dózsa Gábor (1959) erdészeti gépészmérnök, fatermesztési szakmérnök
- [0932] Dózsa István (1916–2000) állatorvos
- [0933] Dózsa József (1933–2014) erdőmérnök, mérnök-tanár
- [0934] Dózsa-Farkas Klára (1940) taxonómus, zoológus
- [0935] Dögei Imre (1929–2002) egyéni gazdálkodó
- [0936] Dömötör József (1952) kertészmérnök, műszaki fejlesztési szakmérnök
- [0937] Dömötör Sándor (1940) állatorvos
- [0938] Dömsödi Ferenc Miklós (1946) vegyészmérnök, élelmiszerminősítő szakmérnök
- [0939] Dömsödi János (1940) földmérőmérnök
- [0940] Dörnyei József (1948) villamosmérnök
- [0941] Dőry István (1959) biofizikus
- [0942] Drágár Péter (1940) mezőgazdasági gépészmérnök, anyagmozgató szakmérnök, mérnök-tanár
- [0943] Draskóczy Erzsébet, Zatykó Lajosné (1940) kertészmérnök, nemesítő
- [0944] Draskóczy János (1937) mezőgazdasági mérnök-tanár
- [0945] Drén Csaba (1942) állatorvos
- [0946] Drexler György (1955) vegyész üzemmérnök, élelmiszeripari mérnök
- [0947] Drobnitsch Tamás (1943) mezőgazdasági mérnök, vállalatgazdálkodási szakmérnök
- [0948] Dubánn E. Dénes (1942) állatorvos
- [0949] Dublecz Károly (1964) mezőgazdasági mérnök
- [0950] Ducza Lajos (1942) mezőgazdasági mérnök, mérnök-tanár
- [0951] Duda Benedek (1926–?) mezőgazdasági gépforgalmazó
- [0952] Duda Ernő György (1943) biokémikus, genetikus
- [0953] Dudás András (1953) kertészmérnök, talajerő-gazdálkodási szakmérnök
- [0954] Dudás Pál (1934) közgazdasági technikus
- [0955] Dudits Dénes (1943) növénygenetikus
- [0956] Duduk Vendel (1935–2007) állatorvos
- [0957] Dula Bence (1948) kertészmérnök
- [0958] Dula Bencéné, H. Kovács Terézia (1948) kertészmérnök, növényvédelmi szakmérnök
- [0959] Dulai Sándor (1952) mezőgazdasági mérnök, mérnök-tanár, újságíró
- [0960] Dunajszky Elemér (1941) mezőgazdasági mérnök
- [0961] Dunay Sándor (1934) meteorológus
- [0962] Dunkel Zoltán (1949) meteorológus
- [0963] Durst Dezső (1917–?) pincevezető
- [0964] Duschanek Valéria (1950–2019) tartósítóipari mérnök, mikrobiológus, húsipari szakmérnök
- [0965] Dusha Ilona (1946) biológus
- [0966] Dworschák Ernő (1936–1998) gyógyszerész
- [0967] Dzsipoff Demeter (1938) növényvédelmi szaktechnikus
- [0968] Dzubay Miklós (1920–1994) vegyész

## E, É
- [0969] Eck Kálmán (1910–?) mezőgazdasági mérnök
- [0970] Ecker István (1923–1998) mezőgazdasági mérnök
- [0971] Ecsedi József (1928) mezőgazdasági mérnök
- [0972] Edelényi Miklós (1936) mezőgazdasági mérnök, vegyészmérnök
- [0973] Éder Lajos (1950) mérnök-tanár, gépészmérnök
- [0974] Édes Imre (1944) kertész üzemmérnök, növényvédelmi szakmérnök
- [0975] Edvi Péter (1947) állatorvos
- [0976] Egervári József (1958) kirendeltségvezető
- [0977] Eggenhofer Tamás (1952) kertész üzemmérnök
- [0978] Egressy Gábor László (1950) közgazda
- [0979] Egri Borisz (1954) állatorvos
- [0980] Egri János (1944) állatorvos, népi iparművész
- [0981] Egri Zoltán (1942–2013) mezőgazdasági mérnök
- [0982] Egyed Lajos (1919–?) állatorvos
- [0983] Eidenpenc József (1943) erdész, vadász, állatpreparátor
- [0984] Eifert József (1923–?) mezőgazdasági mérnök, agrobotanikus
- [0985] Eke István (1947) mezőgazdasági mérnök, agrokémiai és növényvédelmi szakmérnök
- [0986] Ekkert József (1938) kertészmérnök, vetőmaggazdálkodási szakmérnök
- [0987] Elek Gyula (1939) kertészmérnök
- [0988] Elek Lászlóné, Erdei Erzsébet (1926–1994) kertészmérnök, mezőgazdasági szaktanár
- [0989] Elekes Pál (1918–?) természetrajz-földrajz-kémia szakos középiskolai tanár
- [0990] Eleki József (1939) mezőgazdász
- [0991] Éles Károly (1931) mezőgazdasági mérnök, vetőmaggazdálkodási szakmérnök
- [0992] Éles Simon (1920–?) ács, épületasztalos, biokertész
- [0993] Éles Zoltán (1929) kertészmérnök
- [0994] Éles Zoltánné, Bogsányi Ágnes (1935–1997) kertészmérnök
- [0995] Éliás András (1928) agrárközgazda
- [0996] Éliás Béla (1936–2005) állatorvos
- [0997] Élő Zoltán (1952) mezőgazdasági gépészmérnök, mérnök-tanár
- [0998] Ember Gábor (1929–2000) gépészmérnök
- [0999] Endrédy István (1949) mezőgazdasági mérnök, környezetvédelmi szakmérnök
- [1000] Enese László (1926–?) agrárközgazda
- [1001] Engler Péter (1954) földmérőmérnök
- [1002] Enisz János (1953–1997) agrokémikus
- [1003] Eördögh Attila (1951) állattenyésztési üzemmérnök, mezőgazdasági mérnök, húsipari szakmérnök
- [1004] Eördögh Tibor (1912–2000) mezőgazdasági mérnök, vadász
- [1005] Eőri Teréz (1940) mezőgazdasági mérnök, genetikus szakmérnök, növénynemesítő
- [1006] Eörssy János (1926–?) mezőgazdasági mérnök
- [1007] Eőry Ajándok (1946–2020) biomatematikus
- [1008] Eperjesi Imre (1930–2015) kertészmérnök, mérnök-tanár
- [1009] Eperjesy Ferenc (1940) kertészmérnök, növényvédelmi szakmérnök
- [1010] Erdei János (1892–1990) gépészmérnök
- [1011] Erdei László (1945) biológus, növényfiziológus
- [1012] Erdei Péter (1928–2001) mezőgazdasági mérnök
- [1013] Erdelics Barnabás (1942) biológus-geográfus, mérnök-biológus szakmérnök
- [1014] Erdélyi Csaba (1934–2015) mezőgazdasági mérnök, növényvédelmi szakmérnök
- [1015] Erdélyi Károly (1924–?) mezőgazda, növényvédelmi szakmérnök
- [1016] Erdélyi Lajos (1934) biológus
- [1017] Erdélyi Lajosné, Gőgös Erzsébet (1932) kertészmérnök
- [1018] Erdélyiné Varga Éva (1963) kertészmérnök
- [1019] Erdész Károly (1944) gépészmérnök
- [1020] Erdődi János (1949) állatorvos
- [1021] Erdős Bálint (1941) szeszfőzde-üzemeltető
- [1022] Erdős József (1947) kertészmérnök
- [1023] Erdős Sándor (1955) méhész
- [1024] Erdős Zoltán (1952) mezőgazdasági mérnök
- [1025] Erdősi Ferenc (1934) geográfus
- [1026] Erényi Albert (1948–2001) mezőgazdasági gépészmérnök
- [1027] Ernhaft József (1935) biológus
- [1028] Ernyei György (1948) mezőgazdasági mérnök
- [1029] Erős János (1912–1990) borász, szőlőnemesítő
- [1030] Erős József (1945) kertésztechnikus
- [1031] Erőss Ida (1937) biológus
- [1032] Erőss István (1943) mezőgazdasági mérnök
- [1033] Erőss-Kiss Klára (1936–2010) vegyészmérnök
- [1034] Érsek Tibor (1945–2023) biológus
- [1035] Érsek Zsolt (1961) közgazda
- [1036] Ertsey Imre (1947) mezőgazdasági mérnök
- [1037] Ertsey Józsefné, Peregi Katalin (1950) kertészmérnök, vetőmagtermesztő szakmérnök
- [1038] Essősy Gábor (1948) állatorvos
- [1039] Etter Katalin (1945) kertészmérnök, vetőmagtermesztési és marketing szakmérnök
- [1040] Évin Sándor (1963) állatorvos

## F
- [1041] Fábián Ferenc (1941–2009) biokémikus
- [1042] Fábián Gyula (1940) mezőgazdasági mérnök
- [1043] Fábián Lajos (1950) kertészmérnök, élelmiszeripari mérnök
- [1044] Fábián László (1944) pék
- [1045] Fábiánné Szeri Erzsébet (1952) mezőgazdasági mérnök
- [1046] Fábos Gyula (1932) tájépítész
- [1047] Fábri Ilona (1932–1999) mikrobiológus, élelmiszer-technológus szakmérnök
- [1048] Fábry György (1927) gépészmérnök
- [1049] Facsar Géza (1941) kertészmérnök
- [1050] Facsar Imre (1939–1993) állatorvos
- [1051] Fáczán Zoltán (1944) kertész üzemmérnök, kertészeti és áruforgalmi szaküzemmérnök
- [1052] Fajger István (1957) erdész
- [1053] Falk László (1954) mezőgazdasági mérnök, vízgazdálkodási meliorációs szakmérnök
- [1054] Falkné Mecseki Ilona (1943) vízgazdálkodási üzemmérnök, marketing szakközgazda
- [1055] Faluba Zoltán, id. (1911–1994) tanító, méhész
- [1056] Faluba Zoltán, ifj. (1936) mezőgazdasági mérnök
- [1057] Faludi Erika (1947) építészmérnök. városépítési és -gazdálkodási szakmérnök
- [1058] Faluhelyi Sándor (1929–1995) állatorvos
- [1059] Fancsalszkiné Szabó Edit (1948) élelmiszeripari üzemmérnök, minősítési, minőség-ellenőrzési szakmérnök
- [1060] Fáncsi Tibor (1940) állatorvos
- [1061] Faragó László (1940) biológus, növénynemesítő
- [1062] Faragó Mihály (1920–2007) mezőgazdasági mérnök
- [1063] Faragó Péter (1946) jogász
- [1064] Faragó Sándor (1953) erdőmérnök
- [1065] Fári Miklós (1953) kertészmérnök
- [1066] Farkas Attila (1935) kertészmérnök, öntöző és meliorációs szakmérnök
- [1067] Farkas Ervin (1936) kertészmérnök
- [1068] Farkas Gábor (1952) állattenyésztő üzemmérnök
- [1069] Farkas Gábor (1961) erdőmérnök
- [1070] Farkas Gabriella (1942) jogász
- [1071] Farkas Gyula (1953) mezőgazdasági mérnök
- [1072] Farkas Imre (1934) élelmiszeripari üzemmérnök
- [1073] Farkas István (1951) villamosmérnök, kutató-fejlesztő szakmérnök
- [1074] Farkas Istvánné, Gelei Júlia (1938) mezőgazdasági mérnök, üzemgazdasági szakmérnök
- [1075] Farkas Jenő (1924–2017) mezőgazdasági mérnök-tanár
- [1076] Farkas József (1933–2014) vegyészmérnök
- [1077] Farkas József (1943) növénynemesítő
- [1078] Farkas József (1951) mikrobiológus
- [1079] Farkas Károly (1953) gépész üzemmérnök
- [1080] Farkas Lajos (1941) mezőgazdasági mérnök, halászati szakmérnök
- [1081] Farkas László (1925–?) mezőgazdasági mérnök, biokertész
- [1082] Farkas Mátyás (1931) kistermelő
- [1083] Farkas Pálné, Kőváry Erzsébet (1925–?) mezőgazdasági mérnök
- [1084] Farkas Péter (1933) biológus
- [1085] Farkas Róbert (1952) állatorvos
- [1086] Farkasné Fancsali Erzsébet (1951) állatorvos
- [1087] Fás János (1933) mezőgazdasági mérnök, talajkémikus
- [1088] Fatalin Gyula (1933) erdőmérnök
- [1089] Fatalin Imre (1931) erdésztechnikus
- [1090] Faust Dezső (1939) mezőgazdasági gépészmérnök
- [1091] Faust Miklós (1927–1998) kertészmérnök, gyümölcsészeti kutató
- [1092] Favári Zoltán (1944) mezőgazdasági mérnök, vállalatgazdálkodási üzemszervező mérnök
- [1093] Fazekas Béla (1922–1994) közgazda
- [1094] Fazekas Béla (1955) állatorvos
- [1095] Fazekas Dezső (1925–?) gyógyszerész
- [1096] Fazekas Ferenc (1944) kertészmérnök
- [1097] Fazekas Imre (1961) mezőgazdasági mérnök, vállalkozásszervező szakmérnök
- [1098] Fazekas István (1959) állatorvos
- [1099] Fazekas József (1962) kertész üzemmérnök
- [1100] Fébel Hedvig (1959) állatorvos
- [1101] Fecske Mihály (1926–?) agrárközgazda
- [1102] Fecskovics János (1925–?) kertészmérnök
- [1103] Feczkó Tivadar (1946–1994) állatorvos
- [1104] Fedor Vilmos (1954) állattenyésztő üzemmérnök
- [1105] Fehér Alajos (1948) közgazda, mezőgazdasági vízgazdálkodási szakmérnök
- [1106] Fehér Andor (1931–2004) mezőgazdasági mérnök, baromfitenyésztő és ipari szakmérnök
- [1107] Fehér Attila (1960) biológus
- [1108] Fehér Béláné, Barvinkó Edit (1933) kertészmérnök
- [1109] Fehér Dezső (1922–2020) állatorvos
- [1110] Fehér Dezsőné, Ravasz Magda (1930–2009) biokémikus
- [1111] Fehér Ferenc (1922–?) méhész
- [1112] Fehér Ferenc (1946) építőmérnök, vízrendezési és öntözési szakértő
- [1113] Fehér György (1928–2009) mezőgazdasági mérnök, állatorvos
- [1114] Fehér György (1950) agrártörténész
- [1115] Fehér István (1929) mezőgazdasági mérnök, mérnök-tanár
- [1116] Fehér István (1942) mezőgazdasági mérnök, agrárközgazda
- [1117] Fehér István (1942) gépésztechnikus
- [1118] Fehér István (1959) erdőmérnök, vadászati szakmérnök
- [1119] Fehér János (1917–?) állatorvos
- [1120] Fehér József (1932) állatorvos
- [1121] Fehér József (1943) gépészmérnök
- [1122] Fehér Károly (1928–1994) mezőgazdasági mérnök
- [1123] Fehér Károly (1933) mezőgazdasági mérnök
- [1124] Fehér Miklós (1921–2000) állatorvos
- [1125] Fehér Sándor (1926–?) biokertész
- [1126] Fehér Tamás (1963) állatorvos
- [1127] Fehér Tibor (1950) mezőgazdasági mérnök
- [1128] Fehérvári Sándor (1955) mezőgazdasági mérnök, vállalatgazdasági elemző szakmérnök
- [1129] Fehérvári Tamás (1941) állatorvos
- [1130] Feil József (1954) mezőgazdasági mérnök
- [1131] Feiszt Ottó (1951) erdőmérnök, vadgazdálkodási szakmérnök
- [1132] Fekete András (1936–2013) gépészmérnök
- [1133] Fekete Ferenc (1928–1998) agrárközgazda
- [1134] Fekete Ferenc (1958) állatorvos
- [1135] Fekete Gábor (1930–2016) ökológus, biológus
- [1136] Fekete Gábor (1936) mezőgazdasági mérnök, vízgazdálkodási szakmérnök
- [1137] Fekete József (1936–2017) mezőgazdasági mérnök[1]
- [1138] Fekete György (1925–2013) agrárközgazda, mezőgazdasági mérnök
- [1139] Fekete József (1935) agrárközgazda
- [1140] Fekete József (1941) erdőmérnök
- [1141] Fekete Lajos (1922–2014) mezőgazdasági mérnök
- [1142] Fekete Lajos (1939) tartósító- és húsipari technikus
- [1143] Fekete László (1936) kertészmérnök, környezetvédelmi szakmérnök
- [1144] Fekete László (1950) mezőgazdasági mérnök
- [1145] Fekete László (1952) agrometeorológus, tanár
- [1146] Fekete Miklós (1948) erdőmérnök
- [1147] Fekete Pál (1946) közgazda
- [1148] Fekete Pál (1958) szervező üzemmérnök, vállalatgazdálkodási mezőgazdasági mérnök
- [1149] Fekete Sándor (1951) állatorvos
- [1150] Feketéné Nárai Katalin (1943) meteorológus, alkalmazott matematikus
- [1151] Felföldi János (1927–1989) agrárközgazda
- [1152] Felföldi Zoltán (1943) erdőmérnök
- [1153] Felkai Ferenc (1938) állatorvos
- [1154] Felleg János (1921–?) mezőgazdasági mérnök
- [1155] Felszeghy László (1912–2007) mezőgazdasági mérnök
- [1156] Fenyvesi Adrienne (1955) állatorvos
- [1157] Fenyvesi László (1938) mérnök, vetőmaggazdálkodási szakmérnök
- [1158] Fenyvesi László (1953) mezőgazdasági gépészmérnök, gépész-gazdasági szakmérnök
- [1159] Fenyvesi Máté (1933) állatorvos
- [1160] Fenyvessy József (1941) mezőgazdasági mérnök, tejipari szakmérnök
- [1161] Ferbert Mihály (1955) erdész
- [1162] Ferdinánd Dezső (1915–1996) mezőgazdasági mérnök
- [1163] Ferencz Kálmán (1923–?) közgazda, mezőgazdasági mérnök
- [1164] Ferenczi József (1934) gépészmérnök
- [1165] Ferenczi Sándor (1921–?) vegyészmérnök
- [1166] Ferenczi Zoltánné, Keresztes Ágnes (1950) általános és mezőgazdasági vízgazdálkodási szakmérnök
- [1167] Ferenczy Antal Zoltán (1948) matematikus
- [1168] Ferenczy Tamás (1957) kertész
- [1169] Ferenczy Tibor (1957) kertészmérnök
- [1170] Festetics Antal (1937) biológus, ökológus, ornitológus
- [1171] Fésüs László (1939) állatorvos
- [1172] Feyér Piroska (1911–1991) mezőgazdasági mérnök, újságíró
- [1173] Ficsór József (1952–2012) mezőgazdasági mérnök
- [1174] Fidlóczky József Jenő (1948) erdőmérnök
- [1175] Filep György (1932–2003) talajkémikus
- [1176] Filius István (1931–2007) kertészmérnök
- [1177] Filius Istvánné, Nadabán Terézia (1947) kertészmérnök
- [1178] Fintha István (1941–2006) biológus
- [1179] Firbás Oszkár (1923–2017) erdőmérnök-tanár, tájrendező és környezetvédelmi szakmérnök
- [1180] Fischer Irén (1931) kertészmérnök
- [1181] Fischer János (1932) alkalmazott matematikus
- [1182] Fischl Géza (1945) növényvédelmi mezőgazdasági mérnök
- [1183] Flachner Zsuzsanna (1965–2010) agrometeorológus
- [1184] Flaisz Ferenc (1943) kertész üzemmérnök, agrárközgazda
- [1185] Fleitné Soós Katalin (1936) vegyészmérnök
- [1186] Fodermayer Vilmos (1944) erdőmérnök, vadgazdálkodási szakmérnök
- [1187] Fodor András Attila (1940) állatorvos
- [1188] Fodor Béla (1942) kertészmérnök
- [1189] Fodor István (1938) geográfus
- [1190] Fodor István (1940) biológus
- [1191] Fodor István (1945) állatorvos
- [1192]  Fodor János (1936) mezőgazda
- [1193] Fodor Lajos (1930–1993) vegyészmérnök
- [1194] Fodor László (1918–?) állatorvos
- [1195] Fodor László (1955) állatorvos
- [1196] Fodor László György (1957) állatorvos
- [1197] Fodor Lóránt (1956) mezőgazdasági mérnök, munkavédelmi szakmérnök
- [1198] Fodor Pál (1912–?) állatorvos
- [1199] Fodor Péter (1946) vegyészmérnök
- [1200] Fodor Sándor (1925–?) vállalati igazgató
- [1201] Fodor Sándor (1936) mezőgazdasági mérnök
- [1202] Fodor Sándor (1942) erdőmérnök, növényvédelmi szakmérnök
- [1203] Fodor Sándor (1944) mezőgazdasági mérnök
- [1204] Fogarasi Márton (1940) mezőgazdasági mérnök
- [1205] Fok Éva (1951) állatorvos
- [1206] Folcz Tóbiás (1953) erdőmérnök, erdészeti növényvédelmi szakmérnök, mérnök-tanár
- [1207] Foltányi József (1924) gépészmérnök
- [1208] Fónagy Adrien (1959) biológus
- [1209] Fonay Tibor (1924–?) mezőgazdasági vállalkozó
- [1210] Font Gyula (1929–2012) építőmérnök, gazdasági mérnök
- [1211] Forgács Csaba (1946) agrárközgazda
- [1212] Forgács Zoltán (1945) földmérőmérnök, geodéziai automatizálási szakmérnök
- [1213] Forgony Tibor (1959) vízellátási csatornázási üzemmérnök
- [1214] Fóris Gyula (1908–2002) általános mérnök, jogász
- [1215] Forján Mihály (1947) mezőgazdasági mérnök
- [1216] Forrai László (1917–?) mezőgazdasági mérnök
- [1217] Forray Antal (1923–2008) állatorvos
- [1218] Fótos János (1949) mezőgazdasági mérnök, genetikus szakmérnök
- [1219] Fótos Jánosné, Kádár Katalin (1950) mezőgazdasági mérnök, genetikus szakmérnök
- [1220] Főglein László (1956) erdőmérnök, gazdasági szakmérnök
- [1221] Földeák Miklós (1936) vízépítő mérnök, vízgazdálkodási szakmérnök
- [1222] Földényi Pál Frigyes (1946) erdőmérnök, vadgazdálkodási szakmérnök, környezetvédelmi szakmérnök
- [1223] Földesi Dezső Gyula (1931) mezőgazdasági mérnök, mérnök-tanár
- [1224] Földi Gyula (1934) mezőgazdasági gépészmérnök
- [1225] Földi József (1963) állatorvos
- [1226] Földi Miklós (1938) borász
- [1227] Földi Nándor (1910–?) állatorvos, mezőgazdasági mérnök
- [1228] Földi Péter (1944–2018) mezőgazdasági mérnök, baromfitenyésztési szakmérnök
- [1229] Földvári János (1925–?) mezőgazdasági mérnök
- [1230] Förster Herbert (1931) mezőgazdasági mérnök
- [1231] Franciscy Pál Vilmos (1944) erdőmérnök, környezetvédő és tájrendező szakmérnök
- [1232] Francsics Péter (1942) gépészmérnök
- [1233] Francz Rezső (1947) mezőgazdasági gépészmérnök, agrárközgazda
- [1234] Frank József (1945) növénynemesítő
- [1235] Frank Melanie (1901–1994) hidrológus
- [1236] Frankó Károly (1927–?) mezőgazdasági mérnök, mérnök-tanár
- [1237] Frantsik Ferenc (1946) mezőgazdasági gépész üzemmérnök, műszaki tanár
- [1238] Frantz László (1956) erdész
- [1239] Frenyó Vilmos László (1952) állatorvos
- [1240] Fried Tamás (1951) állatorvos
- [1241] Frigyesi Veronika (1957) közgazda
- [1242] Frigyesy Ferenc Győző (1929) jogász, mezőgazdasági üzemgazdasági mérnök
- [1243] Frisch Oszkár (1950) mezőgazdasági mérnök, mezőgazdasági vízgazdálkodási szakmérnök
- [1244] Fritsch Ottó (1932–2019) erdőmérnök
- [1245] Fröhlich András (1936) matematika-kémia szakos tanár, erdőmérnök
- [1246] Führer Ernő (1953) erdőmérnök
- [1247] Füleki László (1942) mezőgazdasági mérnök, növényvédelmi és agrokémiai szakmérnök
- [1248] Füleky György (1945–2018) talajkémikus
- [1249] Fülessy Emil (1938) állatorvos
- [1250] Fülöp Imre (1924–?) mezőgazdasági mérnök
- [1251] Fülöp István (1937–2003) zoológus
- [1252] Fülöp Lajos (1945) kertészmérnök, vállalatgazdasági szakmérnök, mérnök-tanár
- [1253] Fülöp Mihály (1928) kertészmérnök
- [1254] Fülöp Sándor (1942) mezőgazdasági mérnök, fogathajtó
- [1255] Für Lajos (1930–2013) agrártörténész
- [1256] Füredi Rudolf (1953) gépész üzemmérnök, közgazda
- [1257] Fürész György (1952) mezőgazdasági mérnök, halászati szakmérnök
- [1258] Füstös Miklós (1914–1993) állatorvos
- [1259] Füstös Zsuzsanna (1951) kertészmérnök, mezőgazdasági genetikus szakmérnök
- [1260] Füzes Endre (1932–2015) néprajzkutató
- [1261] Fűzfa János (1931) műszaki tanár
- [1262] Fűzy József (1948) gépészmérnök

## G, Gy
- [1263] G. Tóth László (1954) biológus
- [1264] Gaál Antal (1946) állatorvos
- [1265] Gaál Béla (1947) közgazda
- [1266] Gaál Mihály (1921–?) mezőgazda
- [1267] Gaál Tibor (1947) állatorvos
- [1268] Gaáz Ferenc (1923) vízépítőmérnök
- [1269] Gabnai Ernő (1961) erdőmérnök
- [1270] Gábor Ferenc (1948) állatorvos
- [1271] Gábor György (1955) állatorvos
- [1272] Gábor Miklósné, Szígyártó Erzsébet (1929) vegyészmérnök, közgazda-mérnök
- [1273] Gáborjányi Richárd (1941) virológus
- [1274] Gábri Mihály (1915–2007) általános mérnök
- [1275] Gábris Zoltán (1922) mezőgazdasági mérnök
- [1276] Gábriss Krisztina (1953) állatorvos
- [1277] Gadó György (1960) erdőmérnök
- [1278] Gajdatsy Ferenc (1915–?) mezőgazdasági mérnök
- [1279] Gajdosné Németh Olga (1934) közgazda
- [1280] Gál András (1947) állatorvos
- [1281] Gál Edit (1953) vegyész
- [1282] Gál Eszter (1954) újságíró
- [1283] Gál Imréné, Várvölgyi Ilona (1947) erdőmérnök, környezetvédelmi és tájrendezési szakmérnök
- [1284] Gál János, id. (1928–2001) erdőmérnök
- [1285] Gál János (1951) haltenyésztő
- [1286] Gál János, ifj. (1956) erdőmérnök
- [1287] Gál Károly (1939) állatorvos
- [1288] Gál Sándor (1933–2021) vegyészmérnök
- [1289] Gál Tibor (1940) mezőgazdasági mérnök, növényvédelmi- és talajerő-gazdálkodási szakmérnök
- [1290] Gál Tibor (1958–2005) tartósítóipari mérnök, borász
- [1291] Gál Zoltán (1943) építőmérnök
- [1292] Galambos Dezső Pál (1952) állatorvos
- [1293] Galambos Imre (1930) főkönyvelő, árszakértő
- [1294] Galambos János (1932) gépészmérnök, mezőgazdasági mérnök
- [1295] Galambos József (1951) táj- és kertépítész mérnök
- [1296] Galántai Miklós (1937) kertészmérnök
- [1297] Galbáné Gáspár Ilona (1960) élelmiszeripari üzemmérnök
- [1298] Gálfi Péter (1953) állatorvos
- [1299] Galiba Gábor Ottó (1954) biológus
- [1300] Gáll Béla (1949) rendszerszervező üzemmérnök
- [1301] Gáll Péter (1957) állatorvos, agrárközgazda
- [1302] Gáll Zsigmond József (1922–?) főkönyvelő
- [1303] Gallé László (1942) biológus, ökológus
- [1304] Galli Miklós (1948) gépészmérnök
- [1305] Galló Ferenc (1912–?) állatorvos
- [1306] Gallyas Csaba (1941) mezőgazdasági mérnök
- [1307] Galó Miklós (1948) mezőgazdasági mérnök, könyvvitel-statisztika szakos középiskolai tanár
- [1308] Gályász József (1954) mezőgazdasági mérnök, vállalatgazdasági szakmérnök
- [1309] Gangl János (1952) növénytermesztő üzemmérnök, mezőgazdasági mérnök
- [1310] Gánti Tibor (1933–2009) vegyészmérnök
- [1311] Gara István (1947) kertészmérnök
- [1312] Garaczi Imre (1928) állatorvos
- [1313] Garádi Péter (1952) mezőgazdasági mérnök, halászati szakmérnök
- [1314] Garaguly Gyula (1917–?) biológia-földrajz szakos középiskolai tanár
- [1315] Garamszegi István (1955) erdőmérnök, természetvédelmi szakmérnök
- [1316] Garamvölgyi Károly (1926–2015) agrárközgazda
- [1317] Garay András (1926–2005) fiziológus
- [1318] Gáspár István (1932) biológus
- [1319] Gáspár László (1922–2011) biokémikus
- [1320] Gáspár Sándor (1929) mezőgazdasági mérnök
- [1321] Gáspár Zoltán (1934) mezőgazdasági mérnök, öntözéses gazdálkodási szakmérnök
- [1322] Gáspár-Hantos Géza (1927–2016) erdőmérnök
- [1323] Gasparics József (1932) mezőgazdasági gépészmérnök
- [1324] Gasztonyi Kálmán (1928–2017) vegyészmérnök
- [1325] Gasztonyi Zoltánné, Cserkez Maya (1935) mezőgazdasági mérnök, biokémikus
- [1326] Gáti György (1924–?) mezőgazdasági mérnök
- [1327] Gáts Tibor (1949) mezőgazdasági mérnök, hangszerkészítő
- [1328] Gavallér László (1942) vegyészmérnök
- [1329] Gayer József (1948) gépészmérnök, hidrológus, mezőgazdasági vízgépész szakmérnök
- [1330] Gazdag János (1948) mezőgazdasági mérnök
- [1331] Gazdag László (1925–2009) mezőgazdasági mérnök, kert- és szőlőgazda
- [1332] Gazdag Sándor (1925) nyúltenyésztő
- [1333] Gebry János (1928–2007) általános mérnök, geodéziai-automatizálási szakmérnök
- [1334] Géczi László (1937) kertészmérnök, növényvédelmi szakmérnök
- [1335] Géczy Károly (1921) mezőgazda
- [1336] Geiszler János (1948) kertészmérnök
- [1337] Gelei István (1945) mezőgazdasági mérnök
- [1338] Gelencsér Endre (1945) gépészmérnök
- [1339] Gelencsér Éva (1950) mérnök-technológus
- [1340] Gelencsér Ferenc, id. (1912–1992) állatorvos
- [1341] Gelencsér Ferenc, ifj. (1953) mezőgazdasági ágazatszervező üzemmérnök
- [1342] Gellért Éva (1948) biokémikus
- [1343] Gémes Mihály (1941) mezőgazdasági mérnök
- [1344] Gencsi László (1924–?) erdőmérnök
- [1345] Gentischer Gábor (1944) kertészmérnök. mérnök-tanár
- [1346] Gerber Gábor Ferdinánd (1948) tanár
- [1347] Gerbovits Jenő (1925–2011) mezőgazda
- [1348] Gere Attila (1954) erdésztechnikus, borkereskedő
- [1349] Gere Géza (1927–2013) biológus
- [1350] Gere Tibor (1937–2015) mezőgazdasági mérnök
- [1351] Geréby József Pál (1931–2009) mezőgazdasági mérnök
- [1352] Gerei László (1929–2016) vegyészmérnök, talajkémikus
- [1353] Gerely Péter (1934) gépészmérnök, gazdasági mérnök
- [1354] Gerencsér Árpád (1933) gépészmérnök
- [1355] Gerencsér Kinga (1949) faipari mérnök, mérnök-tanár
- [1356] Gerendás Károly (1945–2008) kertészmérnök, mezőgazdasági környezetvédelmi szakmérnök
- [1357] Gergácz József (1938–2008) erdőmérnök
- [1358] Gergátz Elemér (1942–2019) állatorvos
- [1359] Gergely Erzsébet (1960) kertészmérnök
- [1360] Gergely István (1937) kertészmérnök, vízgazdálkodási szakmérnök
- [1361] Gergely Iván (1941) kertészmérnök, gerberanemesítő
- [1362] Gergely József (1935) matematikus
- [1363] Gergely László (1953) mezőgazdasági mérnök, mezőgazdasági genetikai szakmérnök
- [1364] Gergely Sándor (1943) mezőgazdasági mérnök
- [1365] Gergelyné Csarnai Szilvia (1963) élelmiszeripari mérnök
- [1366] Gerhardt Ferenc (1944) közgazda
- [1367] Gerócs József (1928–2013) állatorvos
- [1368] Gerzanics Annamária (1953) táj- és kertépítész
- [1369] Ghimessy László (1928) erdőmérnök
- [1370] Gilingerné Pankotai Mária (1961) kertészmérnök
- [1371] Gillyné Juhász Aranka (1937) mezőgazdasági mérnök, növényvédelmi szakmérnök
- [1372] Gimes Tibor (1937) élelmiszeripari szakmérnök
- [1373] Gimesi András (1941) állatorvos
- [1374] Gimesi Antal (1926–?) mezőgazdasági mérnök
- [1375] Gippert Tibor (1936) mezőgazdasági mérnök, baromfitenyésztési szakmérnök
- [1376] Glant Zoltán (1946) kertészmérnök
- [1377] Glattfelder Béla (1967) mezőgazdasági mérnök
- [1378] Glávits Róbert (1949) állatorvos
- [1379] Glits Márton (1934–2022) mezőgazdasági mérnök, mérnök-tanár
- [1380] Glózik András (1936–2017) állatorvos
- [1381] Gockler Lajos (1933) mezőgazdasági mérnök, mezőgazdasági gépészmérnök
- [1382] Góczán László (1927–?) geográfus
- [1383] Godó Lajos (1950) növényvédelmi üzemmérnök
- [1384] Góg Mátyás (1933) mezőgazdasági mérnök
- [1385] Góg Mihály (1923–?) mezőgazda
- [1386] Gólya Elek (1935) mezőgazdasági mérnök, mérnök-tanár
- [1387] Gólya János (1950–2013) erdőmérnök
- [1388] Gombkötő Géza (1924) vegyészmérnök
- [1389] Gombos András (1943) állatorvos
- [1390] Gombos Bálint (1935) mezőgazdasági mérnök, rét- legelő, és takarmánygazdálkodási szakmérnök
- [1391] Gombos Félix (1937) közgazda
- [1392] Gombos Margit Anna (1940) gyógyszerész, toxikológus
- [1393] Gombos Miklós (1931) mezőgazdasági mérnök, vetőmaggazdálkodási szakmérnök
- [1394] Gombos Zoltán (1955) vegyész
- [1395] Gonda István (1947–2022) kertészmérnök
- [1396] Gondáné Kovács Ibolya (1953) vegyészmérnök
- [1397] Gondola István (1951) mezőgazdasági mérnök
- [1398] Gonosz Pál (1922–1991) állatorvos
- [1399] Gopcsa Ervin (1931) kertészmérnök, környezetvédelmi szakmérnök
- [1400] Goron József (1930–1994) mezőgazdasági mérnök, mérnök-közgazda
- [1401] Góth József (1937) mezőgazdasági gépszerelő
- [1402] Gotthárd Imre (1950) élelmiszeripari technikus
- [1403] Gottschall Jánosné, Kárpáti Mária (1948) kertész, üzemmérnök, borász
- [1404] Gozmány László (1921–2006) zoológus
- [1405] Göblös Gábor (1945) mezőgazdasági gépészmérnök
- [1406] Göbölös Antal (1943) erdőmérnök, környezetvédelmi szakmérnök
- [1407] Göcző Sándor (1922–?) állatorvos
- [1408] Gönczi Ferenc (1945) mezőgazdasági vállalkozó
- [1409] Gönczy Árpád Gábor (1933–2009) vegyész, gépészmérnök
- [1410] Göndöcs Lajos (1935) mezőgazdasági mérnök
- [1411] Göndör Józsefné, Pintér Mária (1946) kertészmérnök
- [1412] Görgényi Pálné, Förstner Erzsébet (1943) agrárközgazda, lapszerkesztő
- [1413] Görgényiné Mészáros Jolán (1912–2010) mezőgazdasági mérnök
- [1414] Görgey Béla (1921–?) állatorvos
- [1415] Görög Imre (1920–2005) mezőgazdasági mérnök
- [1416] Görög Péter (1936–1994) állatorvos
- [1417] Görög Zoltán (1955) mezőgazdasági mérnök
- [1418] Görömbei Albert (1943) méhész
- [1419] Götz Csaba (1935) mezőgazdasági mérnök
- [1420] Götz Miklós (1935) kertészmérnök, vállalatgazdálkodási szakmérnök
- [1421] Gracza Péter (1926–?) tanár, növényanatómus
- [1422] Grád Rudolf (1941) állattenyésztési üzemmérnök, mezőgazdasági mérnök
- [1423] Graf Ferenc (1951) méhész
- [1424] Graf Zoltán (1941–2023) állatorvos
- [1425] Gránicz György (1938) mezőgazdasági mérnök, növényvédő szakmérnök, mérnök-tanár
- [1426] Grasselli Gábor Norbert (1947) mezőgazdasági gépészmérnök, közlekedésmérnök
- [1427] Gregus István (1933) művezető
- [1428] Greguss László Géza (1948) erdőmérnök
- [1429] Greifenstein János (1938) magánvállalkozó
- [1430] Greskovits Ferenc (1945) kertész
- [1431] Grics Edvárd (1955) állatorvos
- [1432] Gróf Rudolf (1942) műszaki tanár, gépész és munkavédelmi üzemmérnök
- [1433] Grossmann Ferenc (1937) közgazda
- [1434] Grünfelder Lőrinc (1923–?) mezőgazdasági mérnök, baromfitenyésztési és baromfiipari szakmérnök
- [1435] Gryllus Vilmosné, Fogarassy Éva (1924–2024) vegyész
- [1436] Gubányi András (1965) muzeológus
- [1437] Gubicza András (1930) biológus
- [1438] Gubicza Ferenc (1939) mezőgazdasági mérnök, üzemgazdasági szakmérnök
- [1439] Gullner Gábor (1957) vegyész
- [1440] Gulya Károly (1955) orvosbiológus
- [1441] Gulyás Imre (1920–?) közgazda
- [1442] Gulyás István (1932) állatorvos, sertéstenyésztő és szarvasmarha-tenyésztő szakmérnök
- [1443] Gulyás László (1952) mezőgazdasági gépészmérnök, mezőgazdasági energiagazdálkodási szakmérnök
- [1444] Gulyás Pál (1939) hidrobiológus
- [1445] Gulyás Sándor (1930) mezőgazda
- [1446] Gulyás Sándor (1933–1996) növényanatómus
- [1447] Gulyás Tamás (1951) mezőgazdasági mérnök, halászati szakmérnök
- [1448] Gulyásné Göndör Viktória (1956) külkereskedelmi üzemgazda
- [1449] Gunda Mihály (1918–1989) bányamérnök
- [1450] Gunda Mihály (1957) erdőmérnök
- [1451] Gundel János (1941) mezőgazdasági mérnök
- [1452] Guoth János (1923–2009) állatorvos
- [1453] Gurisatti Gábor (1947) kertészmérnök
- [1454] Gurzó Imre (1953) geográfus
- [1455] Guth László (1955) üzemszervező agrármérnök, közgazdász-tanár
- [1456] Guttmann Vilmos (1947) kertészmérnök
- [1457] Guzsvány Mihály (1942) állatorvos
- [1458] Gyánó Antal (1941) halászati szakmérnök
- [1459] Gyarmathy Egon (1934) mezőgazdasági mérnök
- [1460] Gyarmati Béla (1921–1993) erdőmérnök
- [1461] Gyarmati Pál (1935–2017) geológus
- [1462] Gyarmati Sándor (1937) jogász
- [1463] Gyenes László (1949) kertészmérnök, egyéni vállalkozó
- [1464] Gyenesei István (1948) agrárközgazda
- [1465] Gyenis Antalné, Szabó Judit (1940) mezőgazdasági mérnök, mérnök-tanár
- [1466] Gyenis János (1932–2001) agrárközgazda
- [1467] Gyeviki János (1949) gépészmérnök, villamosmérnök
- [1468] Gyimóthy Géza (1952) mezőgazdasági mérnök
- [1469] Gyollai János (1930) közgazda
- [1470] Gyovai Ernő (1934) gépészmérnök, mezőgazdasági tanár, gépgyártó szakmérnök
- [1471] Gyöngyösi István (1945) mezőgazdasági mérnök, statisztikus
- [1472] Gyöngyösi József (1936) mezőgazdasági gépészmérnök
- [1473] Gyöngyössy Péter (1964) erdőmérnök, természetvédelmi szakmérnök
- [1474] Győrffy Béla (1928–2002) mezőgazdasági mérnök
- [1475] Györffy Sándor Péter (1928–2015) mezőgazdasági mérnök
- [1476] Györffyné Molnár Júlia (1946) agrármérnök, növényvédelmi szakmérnök
- [1477] Győrfi György (1942) mezőgazdasági gépészmérnök
- [1478] György Endre (1906–?) közgazda
- [1479] György Károlyné, Czeck Beatrix (1930–2009) növényvirológus
- [1480] Györgyi Antal (1943) matematika-fizika szakos középiskolai tanár
- [1481] Györgykovács Imre (1950) kertésztechnikus, borász
- [1482] Györgypál Zoltán (1960) biológus
- [1483] Győri Dániel (1924–2012) vegyész, agrokémikus
- [1484] Győri János (1934) mezőgazdasági mérnök
- [1485] Győri Zoltán (1948) vegyész, környezetvédelmi szakmérnök
- [1486] Győriványi Béla (1929) vegyész és mezőgazdasági mérnök
- [1487] Györki Jánosné, Katona Irén (1944) vegyész, cukoripari szakmérnök
- [1488] Györkös István (1949) mezőgazdasági mérnök
- [1489] Györkös János (1934) villamos üzemmérnök, műszaki tanár, méhész
- [1490] Győrvári István (1925–2008) mezőgazda
- [1491] Győry János (1941) mezőgazdasági gépészmérnök, mérnök-tanár
- [1492] Győry Jenő (1934) erdőmérnök
- [1493] Győry József (1928) gépészmérnök
- [1494] Győry László (1944) kertészmérnök
- [1495] Győry Pál (1904–?) állatorvos
- [1496] Gyulai Ferenc (1955) archeobotanikus
- [1497] Gyulai Gábor (1953) növénygenetikus
- [1498] Gyulavári András (1946–2004) mezőgazdasági mérnök, növényvédelmi szakmérnök
- [1499] Gyulavári Oszkár (1924–?) mezőgazdasági mérnök
- [1500] Gyulay Gyula (1942–1993) állatorvos
- [1501] Gyurasits Zoltán Tamás (1958) kertész
- [1502] Gyurgyák András (1954) kertész üzemmérnök
- [1503] Gyurján István (1935–2009) biológus
- [1504] Gyurkó Péter Pál (1941–2011) mezőgazdasági mérnök, növényvédelmi szakmérnök
- [1505] Gyuró Ferenc (1930–2015) kertészmérnök
- [1506] Gyürk István (1935) mezőgazdasági gépészmérnök

## H
- [1507] Hadházy Tiborné, Iszály Katalin (1946) matematikus
- [1508] Hadi Géza (1951) mezőgazdasági mérnök, mezőgazdasági genetikus szakmérnök, növénynemesítő
- [1509] Hadlaczky Gyula (1948–2013) mezőgazdasági mérnök, genetikus
- [1510] Hadnagy Árpád (1928–2010) kertészmérnök
- [1511] Hagymási László (1933) mezőgazdasági mérnök, mérnök-tanár
- [1512] Hajagos Antal (1942) mezőgazdasági mérnök
- [1513] Haják Gyula (1924–2015) erdőmérnök
- [1514] Hajas Pál (1943) mezőgazdasági mérnök
- [1515] Hajdu Edit (1949) kertészmérnök, mezőgazdasági genetikus szakmérnök
- [1516] Hajdu Frigyes (1917–1997) mezőgazdasági mérnök
- [1517] Hajdu Frigyes (1949) mezőgazdasági mérnök, növényvédő és talajtani szakmérnök
- [1518] Hajdu Gábor (1937–2008) erdőmérnök
- [1519] Hajdú Huba (1954) mezőgazdasági mérnök
- [1520] Hajdu Imre (1941) kertészmérnök, növényvédelmi szakmérnök
- [1521] Hajdu István (1931) erdőmérnök, mérnök-tanár
- [1522] Hajdú József (1929) mezőgazdasági mérnök
- [1523] Hajdu Lajos (1933) állatorvos
- [1524] Hajdú Lajos (1939) kertészmérnök
- [1525] Hajdú László (1927) kémia-biológia szakos középiskolai tanár, mezőgazdasági szakmérnök
- [1526] Hajdú László (1944) kertészmérnök, növényvédelmi szakmérnök
- [1527] Hajdú Miklós (1927) mezőgazdasági mérnök
- [1528] Hajdú Ráfis János (1930) fafaragó, néprajzi gyűjtő
- [1529] Hajdu Tibor (1957–2007) erdőmérnök, vadgazdálkodási szakmérnök
- [1530] Hajós Ferenc (1936) orvos, egyetemi tanár
- [1531] Hajós Gyöngyi (1946–2006) vegyész
- [1532] Hajós László (1946) mezőgazdasági mérnök, takarmánygazdálkodási szakmérnök, mérnök-tanár
- [1533] Hajós Lászlóné, Novák Márta (1949) mezőgazdasági mérnök, genetikus szakmérnök
- [1534] Hajtman Pál (1931) mezőgazdasági mérnök
- [1535] Hajtós István (1955) állatorvos
- [1536] Haladi József (1934) történelem-magyar szakos tanár
- [1537] Halaj Pálné, Gulyás Borbála (1940) mezőgazdasági kistermelő
- [1538] Halasi-Kun György (1916–2011) hidrogeológus, kartográfus, mérnök
- [1539] Halász Anna (1938) vegyészmérnök
- [1540] Halász János (1934) méhész
- [1541] Halász Péter (1932) vízépítő mérnök
- [1542] Halász Péter (1939) mezőgazdasági mérnök, népművelő
- [1543] Halász Tibor (1935) mezőgazdasági mérnök, növényvédelmi és talajerőgazdálkodási szakmérnök
- [1544] Halmágyi Levente (1935) biológus
- [1545] Halmágyi Leventéné, Valter Teréz (1940) biológia-kémia szakos középiskolai tanár
- [1546] Halmai Endre (1942) mezőgazdasági mérnök
- [1547] Halmai Endre Imre (1933–1992) földmérőmérnök
- [1548] Halmai Péter (1953) közgazda, jogász
- [1549] Halmay Loránd (1947) gépészmérnök, kertész
- [1550] Hamar György Tibor (1948–1993) állatorvos, vadgazdálkodási szakmérnök
- [1551] Hamar Norbert (1944) kertészmérnök, talajtani szakmérnök
- [1552] Hámory Gyula (1944) állatorvos, halászati szakmérnök
- [1553] Hamza László (1945) mezőgazdasági mérnök, szarvasmarha-tenyésztési szakmérnök
- [1554] Hangyel László (1950) mezőgazdasági mérnök, mezőgazdasági kutató-fejlesztő szakmérnök
- [1555] Hangyel Lászlóné, Tárczy Márta (1951) mezőgazdasági mérnök, genetikus szakmérnök
- [1556] Hantó Károlyné, Lovas Katalin (1958) élelmiszeripari üzemmérnök
- [1557] Hantos László (1953) hűtőipari technikus
- [1558] Hanyecz Lajos (1947) közgazda
- [1559] Hanyecz Vince Zoltán (1943) közgazda, vízgazdálkodási mezőgazdasági szakmérnök
- [1560] Happ István (1954) kertészmérnök
- [1561] Haranginé Németh Krisztina (1966) kertészmérnök
- [1562] Harangozó László (1954) méhész
- [1563] Haraszthy László (1954) mezőgazdasági üzemmérnök, természetvédelmi ökológus
- [1564] Haraszti János (1924–2007) állatorvos
- [1565] Harcsa István (1948) közgazda
- [1566] Harcsár István (1943) közgazda, mezőgazdasági mérnök, asztaliteniszező szakedző
- [1567] Hargitai Ferenc (1941) vegyészmérnök
- [1568] Hargitai László (1930–1996) vegyész, talajkémikus
- [1569] Hargitai László (1938) faipari mérnök
- [1570] Harka Ákos (1941) középiskolai tanár
- [1571] Harkay Tamásné, Vinkler Margit (1940) vegyészmérnök
- [1572] Harmat László (1932) kertészmérnök, növényvédelmi szakmérnök
- [1573] Harmat Lászlóné, Sütő Ibolya (1932) kertészmérnök
- [1574] Harmati István (1929) talajkémikus
- [1575] Harnos Zsolt (1941–2009) matematikus
- [1576] Harrach Balázs (1952) állatorvos
- [1577] Harsányi György (1932) vegyész, élelmiszer-minősítő szakmérnök
- [1578] Harsányi Gyuláné, Baranyai Ágnes (1929) mezőgazdasági mérnök
- [1579] Harsányi Jánosné, Rubóczki Margit Mária (1949) műszaki üzemmérnök
- [1580] Hárskuti László (1944–2014) mezőgazdasági mérnök
- [1581] Hartdégen Mátyás (1949) erdőmérnök, fatermesztési szakmérnök
- [1582] Hartman László (1941) csőszerelő-karbantartó
- [1583] Hartmann Ferenc (1940) gyombiológus
- [1584] Hartmann Imre (1947) üzemvezető
- [1585] Hartner Rudolf (1953) kertész üzemmérnök
- [1586] Hartyányi Zoltán (1960) élelmiszeripari üzemmérnök, húsipari szakmérnök
- [1587] Harza Lajos (1941) közgazda
- [1588] Hász Béla (1930) erdészeti technikus
- [1589] Hatalyák Zoltán (1935) mezőgazdasági mérnök, vízgazdálkodási szakmérnök
- [1590] Hauszknecht Ferenc (1923–1994) állattenyésztő
- [1591] Havas Ferenc (1934) állatorvos
- [1592] Havas-Horváth István (1943) erdőmérnök, növényvédelmi szakmérnök
- [1593] Haydu Zsolt (1947) biológus
- [1594] Házas Zoltán (1951) mezőgazdasági mérnök, állattenyésztési szakmérnök
- [1595] Heckenast József (1922–2002) mezőgazdasági mérnök
- [1596] Hecker Walter (1937) mezőgazdasági mérnök
- [1597] Héder Sándor (1932–1997) erdőmérnök, kertészmérnök
- [1598] Hedrich Károly (1938) állatorvos
- [1599] Hegedüs Ábel (1920–1994) mezőgazda
- [1600] Hegedüs Ferenc (1930) szőlész-borász
- [1601] Hegedűs István (1927–?) jogász
- [1602] Hegedüs Jenő (1941) középiskolai tanár
- [1603] Hegedűs Lajos (1937) mezőgazdasági mérnök
- [1604] Hegedűs László, S. (1921–?) mezőgazdasági mérnök
- [1605] Hegedűs Mihály (1943–1999) vegyészmérnök
- [1606] Hegedüs Miklós (1937) közgazda
- [1607] Heger Ottó (1942) mezőgazdasági mérnök, növényvédelmi szakmérnök
- [1608] Hegyesi József (1933–2013) kertészmérnök
- [1609] Hegyi Gábor (1942) kertésztechnikus
- [1610] Hegyi Géza (1928) mezőgazdasági mérnök
- [1611] Hegyi István (1955) gyógypedagógus, méhész
- [1612] Hegymegi István (1929) kertészmérnök
- [1613] Heiczman János (1928) gépészmérnök
- [1614] Heiner Tiborné, Hertelendy Zsuzsanna (1932) mezőgazdasági mérnök, mérnök-tanár, baromfitenyésztési és baromfiipari szakmérnök
- [1615] Héjj Botond (1950) erdőmérnök, mezőgazdasági szakközgazda
- [1616] Héjj László (1922–2005) állatorvos
- [1617] Héjj Szabolcs (1944) erdőmérnök
- [1618] Héjja Endre (1939) erdész
- [1619] Helgertné Szabó Ilona (1961) üzemszervező agrármérnök
- [1620] Hell István (1945) kertész üzemmérnök
- [1621] Hellei András (1904–1990) jogász
- [1622] Helmeczi Balázs (1928) talaj-mikrobiológus
- [1623] Heltai György (1946) biokémikus
- [1624] Heltay István (1945–2016) mezőgazdasági mérnök
- [1625] Henics Zoltán István (1939–1990) mezőgazdász
- [1626] Hepp Ferenc (1919–2012) mezőgazdasági mérnök
- [1627] Herbály Imre (1946) mezőgazdasági gépészmérnök
- [1628] Herczeg Imre Vilmos (1942) erdőmérnök
- [1629] Herczeg János (1922–1997) gazdálkodó
- [1630] Herczeg Jenő (1930) gépészmérnök
- [1631] Herczeg József (1947) mérnök
- [1632] Herczegh János (1920–?) állatorvos
- [1633] Herger László (1939) mezőgazdasági mérnök
- [1634] Herich György (1953) közgazda
- [1635] Hernádi Ottó (1942) kertészmérnök
- [1636] Hernády Gábor (1964) állatorvos
- [1637] Herodek Sándor (1935) biológus
- [1638] Herold István (1930–2002) mezőgazdasági mérnök
- [1639] Herpay Balázs (1932–2006) mezőgazdasági mérnök
- [1640] Herpay Balázsné, Gesztelyi-Nagy Éva (1933) kertészmérnök, főszerkesztő
- [1641] Herpay Imre (1924–2007) erdőmérnök
- [1642] Hervai Tibor (1954) mezőgazdasági mérnök
- [1643] Heszky László Emil (1945) mezőgazdasági mérnök
- [1644] Hetényi Károly (1926–?) állatorvos
- [1645] Hetényi Péter (1958) állatorvos
- [1646] Hetzer Tibor (1935) mezőgazdasági mérnök
- [1647] Hetzer Tiborné, Balogh Éva (1935) mezőgazdasági mérnök
- [1648] Heves Rudolf (1955) állatorvos
- [1649] Hevesi Gábor (1940) esztergályosmester, méhész
- [1650] Hevesi Mária (1935) növényvédelmi üzemmérnök, mezőgazdasági mérnök
- [1651] Hévizi Csaba (1952) állatorvos
- [1652] Hideg Gyula (1932) mezőgazdasági mérnök
- [1653] Hideg József (1947) tejipari technikus
- [1654] Hídvégi Máté (1955) biológus-mérnök
- [1655] Hidvégi Miklós (1936) mezőgazdasági mérnök, növényvédelmi és talajerő-gazdálkodási szakmérnök
- [1656] Hiesz György (1956) mezőgazdasági üzemszervező, agrármérnök, mérlegképes könyvelő
- [1657] Hiller István (1934–1993) erdőmérnök, könyvtáros
- [1658] Hinka László (1935) villamosmérnök
- [1659] Hirka János (1952) kertészmérnök, növényvédő szakmérnök
- [1660] Hock Gyula Alajos (1932) gépészmérnök
- [1661] Hock János (1953) kertészmérnök, élelmiszeripari szakmérnök
- [1662] Hódosné Kotvics Gizella (1934) mezőgazdasági mérnök
- [1663] Hodossi Sándor (1937) mezőgazdasági mérnök
- [1664] Hódosy Sándor (1938) növénynemesítő
- [1665] Hodúr Cecília (1957) főiskolai adjunktus
- [1666] Hódy András (1922–?) állatorvos
- [1667] Hódy Béla (1955) tartósítóipari üzemmérnök, élelmiszeripari mérnök
- [1668] Hoffbauer Antal (1926–?) gazdasági igazgató
- [1669] Hoffer Ilona (1959) tartósítóipari mérnök
- [1670] Hoffmann Attila (1944) mezőgazdasági gépészmérnök, gazdasági szakmérnök
- [1671] Hoffmann Borbála (1954) mezőgazdasági mérnök
- [1672] Hoffmann Sándor (1951) mezőgazdasági mérnök, melegégövi mezőgazdasági szakmérnök
- [1673] Hoffmann Tamás (1931–2007) etnográfus
- [1674] Hofmeister Ferenc (1931) gépészmérnök
- [1675] Hoitsy György (1957) mezőgazdasági mérnök, halászati szakmérnök
- [1676] Holdampf Gyula (1944) erdőmérnök
- [1677] Holdas Sándor (1931–2014) mezőgazdasági mérnök
- [1678] Hollerné Horváth Ágnes (1955) mezőgazdasági mérnök
- [1679] Holló Ferenc (1923–1997) állatorvos
- [1680] Holló János (1919–2012) vegyészmérnök
- [1681] Holló Sándor (1950) mezőgazdasági mérnök
- [1682] Holló Zsuzsa (1962) állatorvos
- [1683] Hollósi István (1945) mezőgazdasági mérnök
- [1684] Hollósi Szilárd (1952) agrármérnök, mezőgazdasági genetikus szakmérnök, növénynemesítő
- [1685] Hollósy István (1946) mezőgazdasági mérnök, növényvédelmi szakmérnök
- [1686] Holyba Antalné, Ollé Julianna (1954) kisállattenyésztő
- [1687] Homoki-Nagy István, ifj. (1946) erdész
- [1688] Homonnay Ferenc (1917–?) mezőgazdasági mérnök
- [1689] Homonnay Zsombor (1946) állattenyésztési üzemmérnök, újságíró
- [1690] Homoródi András (1948) útépítési és fenntartási mérnök, műszaki mérnök
- [1691] Honti Péterné, Spatz Éva (1939) gyógyszerész
- [1692] Hopp Eszter (1955) erdőmérnök
- [1693] Hopp Tamás (1953) erdőmérnök, természetvédelmi szakmérnök
- [1694] Horák Endre (1936) biológus, vegyész
- [1695] Horánszky András (1928–2015) botanikus
- [1696] Horicsányi László (1934–2005) mezőgazdasági mérnök, mérnök-tanár
- [1697] Horn Artur (1911–2003) mezőgazda, állatgenetikus
- [1698] Horn Artur, ifj. (1954) állattenyésztési üzemmérnök
- [1699] Horn Ede (1916–2001) kertész, mezőgazdasági mérnök, pomológus
- [1700] Horn Péter (1942) mezőgazdasági mérnök
- [1701] Horn Péterné, Cserhidy Éva (1941) állatorvos
- [1702] Hornok László (1941–1991) kertészmérnök
- [1703] Hornok László (1947) mikrobiológus, növénypatológus
- [1704] Hornyák István (1947) kertészmérnök, főborász
- [1705] Hornyák László (1948) élelmiszeripari technikus
- [1706] Hornyánszky Antal (1943) erdőmérnök, fatermesztő szakmérnök
- [1707] Hortobágyi Eleonóra (1954) állatorvos
- [1708] Hortobágyi Tibor (1912–1990) mezőgazdász
- [1709] Horvát Adolf Olivér (1907–2006) ciszterci szerzetes, paptanár
- [1710] Horváth Ákos Zoltán (1940) gépészmérnök
- [1711] Horváth András (1945) mezőgazdasági üzemmérnök
- [1712] Horváth Antal (1926–?) növénytermesztési üzemmérnök
- [1713] Horváth Attila (1946) állatorvos
- [1714] Horváth Béla (1949) gépészmérnök, gépészmérnök-tanár
- [1715] Horváth Csaba (1958) tartósítóipari mérnök
- [1716] Horváth Csilla (1961) kertészmérnök
- [1717] Horváth Endre (1936) általános iskolai tanár, méhész
- [1718] Horváth Ernő (1934) mezőgazdasági gépészmérnök
- [1719] Horváth Ernőné, Mandli Etelka (1946) kertészmérnök, tartósítópari szervező szakmérnök
- [1720] Horváth Ferenc (1948) erdőmérnök, erdészeti gazdasági szakmérnök
- [1721] Horváth Gáborné, Dobos Mária (1935) filológus
- [1722] Horváth Géza (1946) közgazdasági technikus
- [1723] Horváth Géza Mihály (1946) élelmiszeripari üzemmérnök
- [1724] Horváth György (1928–2008) állatorvos
- [1725] Horváth György (1930) élelmiszervegyész
- [1726] Horváth György (1951) gyógyszerész, vetőmaggazdálkodási szakmérnök
- [1727] Horváth Gyula (1932) kertészmérnök
- [1728] Horváth Gyula (1936) automatikaipari szaktechnikus
- [1729] Horváth Gyula (1947) kertészmérnök
- [1730] Horváth Gyula (1959) állattenyésztő üzemmérnök
- [1731] Horváth Imre (1926–?) kertésztechnikus, mezőgazdasági vállalkozó
- [1732] Horváth Imre (1929) állatorvos
- [1733] Horváth Imre (1935) mérnök
- [1734] Horváth István (1928) kertészmérnök
- [1735] Horváth István (1934) malomipari technikus
- [1736] Horváth Iván (1935) gépészmérnök
- [1737] Horváth János (1919–2012) mezőgazdasági mérnök
- [1738] Horváth János (1939) mezőgazdasági mérnök, környezetvédelmi szakmérnök
- [1739] Horváth József (1929) gépészmérnök
- [1740] Horváth József (1931) kertészmérnök, növényvédelmi szakmérnök
- [1741] Horváth József (1936) mezőgazdasági mérnök, növényvirológus
- [1742] Horváth Józsefné, Fűri Mária Edit (1944) középiskolai tanár
- [1743] Horváth Julianna (1961) tartósítóipari mérnök
- [1744] Horváth Károly (1922–?) mezőgazda
- [1745] Horváth Károly (1950) kertészmérnök, mérnök-tanár
- [1746] Horváth Lajos (1911–?) állatorvos
- [1747] Horváth Lajos (1937) gépészmérnök
- [1748] Horváth László (1926–2000) erdőmérnök
- [1749] Horváth László (1935) mezőgazdasági mérnök, öntözéses szakmérnök
- [1750] Horváth László (1940) hidrobiológus
- [1751] Horváth Miklós (1925–2017) állatorvos
- [1752] Horváth Miklós (1925–?) közgazda
- [1753] Horváth Miklós (1940–2021) állatorvos
- [1754] Horváth Pál (1933) mezőgazdasági mérnök
- [1755] Horváth Sándor (1937) mezőgazdasági mérnök
- [1756] Horváth Sándor (1947) mezőgazdasági mérnök, növénygenetikai szakmérnök
- [1757] Horváth Tibor (1943) állatorvos
- [1758] Horváth Tibor (1943) mezőgazdasági mérnök
- [1759] Horváth Vilmos (1933) vízépítő mérnök
- [1760] Horváth Zoltán (1927) állatorvos
- [1761] Horváth Zoltán (1946) mezőgazdasági mérnök, növényvédelmi szakmérnök
- [1762] Horváth Zoltán (1952) jogász
- [1763] Horváth Zoltán (1956) állattenyésztő üzemmérnök, halászati szaküzemmérnök
- [1764] Horváth Zsuzsánna (1947) biológus
- [1765] Horváthné Almássy Katalin (1947) vegyész
- [1766] Horváthné Jancsó Edith (1943) vegyészmérnök
- [1767] Horváthné Lajkó Ilona (1931) gépészmérnök
- [1768] Horváthné Palágyi Lívia (1956) mezőgazdasági üzemmérnök
- [1769] Hoschke Ágoston (1938) vegyészmérnök
- [1770] Hotya Líviusz (1947) élelmiszeripari üzemmérnök, jogász
- [1771] Hotzi János (1933) középiskolai tanár, méhész
- [1772] Hován István (1962) faipari üzemmérnök, erdőmérnök
- [1773] Hőnigh Ferenc (1935) mezőgazda
- [1774] Hőnyi Ede, id. (1908–2000) általános mérnök
- [1775] Hőnyi Ede, ifj. (1935–2017) kartográfus
- [1776] Hörömpöli Tibor (1956) növényvédelmi mezőgazdasági mérnök, növénynemesítő
- [1777] Hraskó Istvánné, Medgyesi Katalin (1953) kertészmérnök
- [1778] Hrauda Gábor (1928) gépészmérnök, mezőgazdasági mérnök, üzemszervezési szakmérnök
- [1779] Hrazdina Géza (1939) biokémikus
- [1780] Hrenkó Pál (1929–2001) térképész, térképészettörténész
- [1781] Hrotkó Károly (1952) kertészmérnök
- [1782] Huber Mária Gyöngyi (1942) vegyészmérnök
- [1783] Huck János (1926–?) nyúltenyésztő
- [1784] Hudák Lajos (1928) mezőgazdasági mérnök, baromfiipari szakmérnök, mezőgazdasági mérnök-tanár
- [1785] Hulják József (1929) erdőmérnök
- [1786] Hullán Tibor (1935) mezőgazdasági mérnök, vetőmaggazdálkodási szakmérnök
- [1787] Hullár István (1956) állattenyésztési üzemmérnök, mezőgazdasági mérnök
- [1788] Hunyadi Károly (1945–1998) mezőgazdasági mérnök
- [1789] Hunyady Miklós (1940) kertészmérnök
- [1790] Husti István (1949) mezőgazdasági gépészmérnök
- [1791] Husvéth Ferenc (1948) mezőgazdasági mérnök
- [1792] Huszák Péter (1955) vadgazdálkodási szakmérnök
- [1793] Huszár Elek (1926–2014) állatorvos
- [1794] Huszár István (1923–2010) gépészmérnök
- [1795] Huszenicza Gyula (1951–2010) állatorvos
- [1796] Huszeniczáné Kulcsár Margit (1952) állatorvos
- [1797] Hutóczki Ferenc (1949) mezőgazdasági mérnök
- [1798] Huzián László (1923–1996) mezőgazdasági mérnök
- [1799] Hülber József (1944) állatorvos
- [1800] Hütter Csaba (1943) mezőgazdasági mérnök